# В поисках утраченного времени
«В поисках утраченного времени» (фр. À la recherche du temps perdu) — главное литературное произведение французского писателя Марселя Пруста, роман из семи частей, называемый также циклом из семи романов (далее — «Поиски»), сочетающий грандиозность построения с неповторимой тонкостью взгляда на мир и ставший одним из самых известных и значительных явлений в искусстве XX века. В состав «Поисков» входят романы:
- По направлению к Свану (фр. Du côté de chez Swann).
- Под сенью девушек в цвету (фр. À l’ombre des jeunes filles en fleurs)
- У Германтов (фр. Le côté de Guermantes I et II)
- Содом и Гоморра (фр. Sodome et Gomorrhe I et II)
- Пленница (фр. La prisonnière)
- Беглянка / Исчезнувшая Альбертина (фр. La Fugitive / Albertine disparue)
- Обретённое время (фр. Le Temps retrouvé)

В полной русскоязычной версии «Поиски» содержат почти 3 500 страниц, в них упомянуто около 2 500 вымышленных и реальных лиц, выведено около 250 основных, второстепенных и прописанных эпизодических персонажей.

## История создания и публикации
Путь Марселя Пруста к своему главному произведению был сложным и длительным: он проработал в литературе не менее трёх десятилетий, «и всё это время, по сути дела, писал одну книгу».

### На подступах к «Поискам» (1890-е — 1900-е)
«Невольным примериванием» к созданию главной книги стали рецензии и очерки Пруста в основанном им с друзьями в 1892 году и недолго просуществовавшем журнале «Пир», небольшие этюды и новеллы в престижном «Ревю бланш», светская хроника в газетах и в журнале «Мансуэль».

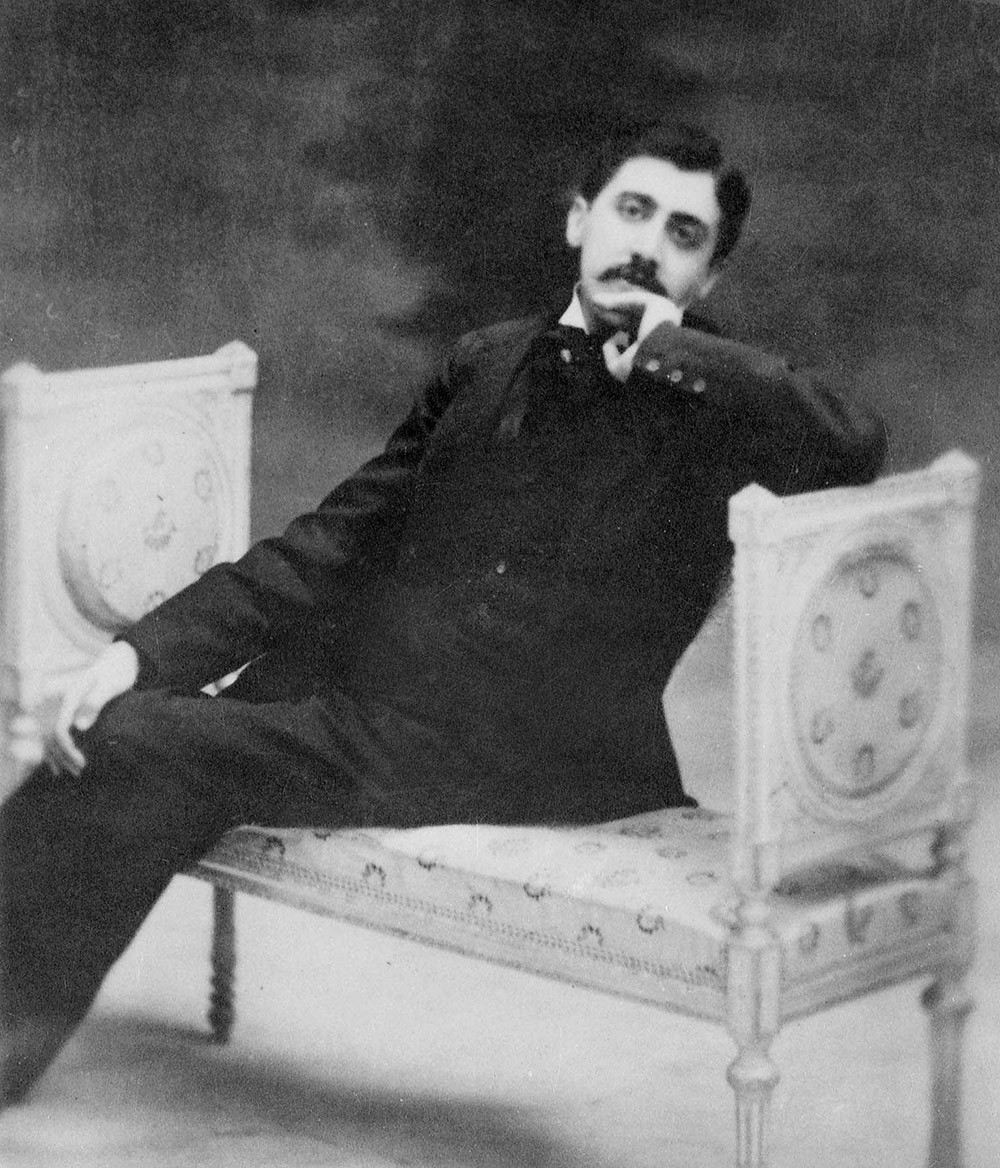
Марсель Пруст. Ок. 1895. Фото Отто Вегенера

Первые очертания двух основных тем будущего романа, которые в «Поисках» будут символически обозначены как направление к Свану и направление к Германтам, появляются в сборнике новелл Пруста «Утехи и дни» (1896). С одним из них связан интерес к психологии любви, с другим — «испытание тщеславием». Эти темы прослеживаются в новеллах «Виоланта, или Светская жизнь», «Меланхолическая поездка госпожи де Брев», «Исповедь молодой девушки», «Ужин в городе», «Конец ревности». Новелла «смерть Бальдассара Сильванда» отчасти намечает будущие главы «Комбре» и «Любовь Свана».
Со времени «Утех и дней» Пруст думает о значительно более масштабном произведении. «Он уже смутно видит подмалёвок этой картины, некоторых её персонажей». В июне 1896 года, в дни выхода сборника новелл, Пруст упоминает о работе над новой книгой в письме соученику по лицею Пьеру Лавалле. Речь идёт о рукописи романа, которая будет обнаружена лишь через 30 лет после смерти писателя и озаглавлена издателями по имени главного персонажа произведения — «Жан Сантёй». Этот незавершённый роман, над которым Пруст работал в 1896—1899 годах, представляет собой первый набросок «Поисков»: «Автор „Жана Сантёя“ рассказывал о детстве героя, о его семье и о провинциальном городке, где протекает жизнь мальчика, потом юноши. Уже появляется затем столь знакомый и столь важный мотив взаимоотношений героя с матерью, мотив её ежевечернего прощального поцелуя. Уделено в романе и место любви, и описанию светских открытий героя. Появляется и мотив цветущих яблонь и боярышника, который затем пройдёт через все „Поиски“». Многие будущие персонажи главного произведения писателя уже намечены в «Жане Сантёе», но не обрели ещё свои окончательные имена: герцоги Ревейоны (будущие герцог и герцогиня Германтские), служанка Эрнестина (Франсуаза), пианист Луазель (скрипач Морель); это же относится и к вымышленным Прустом топонимам: провинциальный городок пока называется Саржо (будущий Комбре), приморский курорт носит название Бег-Мейль (Бальбек).
В «Жане Сантёе» появляется и присущая главному герою «Поисков» способность вспоминания, узнавания подлинной реальности в результате непроизвольно возникающих ассоциаций. «Жужжание мух, запах белья, солнечный луч на стене, звук колоколов и другие на первый взгляд незначительные явления возрождают у Жана чувственные картины прошлого». Но эти впечатления и их описания не подвергаются молодым Прустом всестороннему анализу, он пока не использует повествование от первого лица, которое позднее даст ему возможность погружаться в глубины человеческой психологии, и главное, в тексте «Жана Сантёя» ещё нет той напряжённой внутренней композиции, которой будут отмечены «Поиски».
Оставив свой первый роман незавершённым и на несколько лет погрузившись в переводы эстетико-философских работ Джона Рёскина, Пруст не прекращает набирать материал для собственного произведения крупной формы: к 1905 году он собрал «несметное количество заметок для своего великого замысла». В середине 1900-х смерть родителей настолько опустошила жизнь Пруста, что изменились не только её привычки, ритм, уклад, но и цель — отныне в его жизни остаётся только творчество, создание главной книги.
Во второй половине 1900-х Пруст приходит к форме «романа о романе», где герой-рассказчик является и автором — «творит в рамках самого произведения, создавая его на наших глазах, вводя нас в процесс творчества». Контуры этой новой повествовательной структуры проявляются в произведении-исследовании, посвящённом Сент-Бёву, работа над которым началась в 1908 году. Но поначалу сочинение «Против Сент-Бёва» было важно для писателя своей теоретической программой, и Сент-Бёв выступал для него «как идеализированная фигура литературного критика, с которым Пруст ощущал себя в вечном разногласии». Разоблачение приземлённого позитивистского метода маститого критика перемежалось собственными эстетическими выводами Пруста, и спор с Сент-Бёвом выстраивался как теоретический спор о природе искусства, о его сущности и назначении.

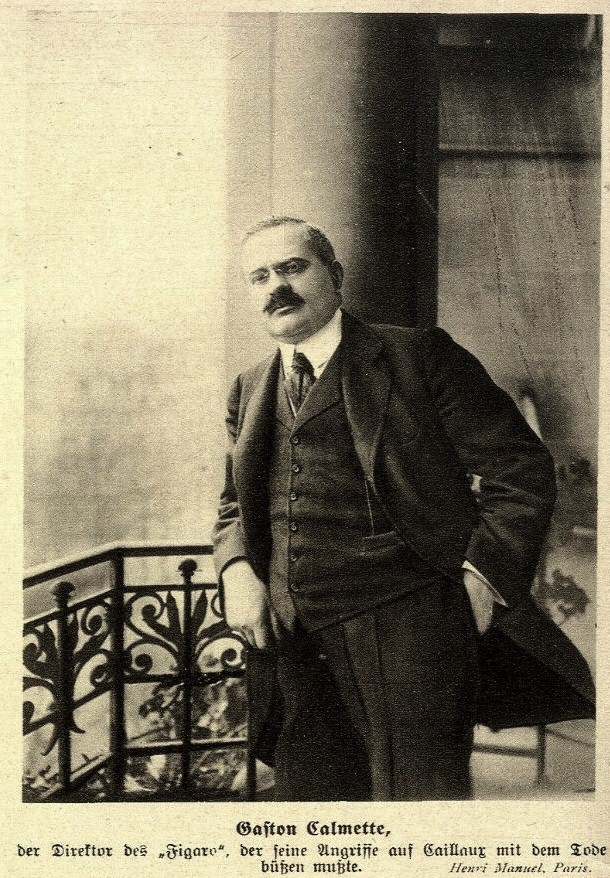
Гастон Кальметт. Ок. 1913. Фото Анри Мануэля

В отличие от «Жана Сантёя», Пруст довёл это произведение до более завершённой стадии и даже предлагал его к публикации во влиятельном символистском журнале «Меркюр де Франс» на январь-февраль 1910 года. Об этом Пруст писал директору журнала Альфреду Валлету в середине августа 1909 года: «Я заканчиваю роман, который, несмотря на предварительное заглавие — „Против Сент-Бёва, Воспоминания об одном обеденном разговоре“, — является настоящим романом <…> Книжку завершает длинная беседа о Сент-Бёве и эстетике <…> весь роман — не что иное, как претворение художественных принципов, выдвинутых в этой последней части, служащей, если можно так выразиться, предисловием, помещённым в конец». И хотя Валлет не взялся публиковать слишком объёмное сочинение, Гастон Кальметт, директор газеты «Фигаро» был готов печатать «Против Сент-Бёва» в виде подвалов-фельетонов. Однако в этот момент сам Пруст теряет интерес к изданию: «под его пером небольшой роман-эссе, как бы помимо воли автора, принялся перерастать» в другую книгу — многие тексты романных глав «Против Сент-Бёва» становятся предварительными эскизами «Поисков».
В итоге роман-эссе «Против Сент-Бёва» разделил судьбу «Жана Сантёя» — он остался лишь рукописью и впервые был фрагментарно опубликован в 1954 году. Что же касается Сент-Бёва, то Пруст отдал ему дань в «Поисках», пародийно изобразив критика в образе профессора Бришо, развенчивающего в своих тирадах «модного писателя» Бальзака.

### Начало работы и публикация I части (1910—1913)
Создание нового романа продвигалось очень быстро: к концу 1911 года была написана его первая версия общим объёмом от 1200 до 1500 страниц. Несмотря на столь значительные размеры, Пруст рассчитывал представить читателям своё произведение единым изданием, так как лишь финал романа «позволял постичь всю строгость его построения». К лету 1912 года рукопись получила название «Сердечные перебои» и состояла из двух частей: «Потерянное время» и «Обретённое время».
Работая над первой версией романа, Пруст ещё не определился с ролью персонажа по имени Шарль Сван: сначала ему предназначалось место главного героя, повествование о котором шло бы в третьем лице. Любовные увлечения на берегу моря в подготовительных Тетрадях Пруста были связаны со Сваном и лишь впоследствии перешли к Рассказчику. «Любовь Свана» из первого тома окончательной версии «Поисков» — это уцелевший фрагмент первоначальной редакции. В последующих вариантах многие персонажи меняют имена: будущая Одетта де Креси сперва зовётся Франсуазой, затем Кармен; герцогиня Германтская в начале Тетрадей графиня; де Шарлю и де Норпуа долго остаются одним человеком.
В 1911—1912 годах Прусту помогают в технически сложной работе над «Поисками» его тогдашний секретарь Альбер Намьяс и машинистка Сесилия Хейворд. Писатель использовал свои Тетради двумя способами: «одни предназначались для записи отдельных мыслей и эпизодов, а другие служили для связывания написанных фрагментов в последовательное повествование. Эти вторые тетради и готовились Намьясом для их перепечатки: он должен был соединять части текста, следуя сложным инструкциям, которые давал ему Пруст».
К осени 1912 года, завершая написание романа, Пруст начал поиски издателя. В октябре он обратился к Эжену Фаскелю, используя поддержку Гастона Кальметта, однако Фаскель ответил отказом на основании отзыва члена редакции, Жака Мадлена, написавшего, что «даже после прочтения семисот страниц текста остаётся непонятным, о чём в романе идёт речь».
Затем, в начале ноября, Пруст направил рукопись Гастону Галлимару, директору «Нувель Ревю Франсез» (НРФ), предлагая издателю различные варианты печатания романа — в двух или трёх томах: «Моя книга состоит, говоря приблизительно (насколько я могу установить соотношение между печатным текстом и рукописью, частично отпечатанной на машинке), из одного тома в 550 страниц <…> (это, если угодно, похоже по объёму на „Воспитание чувств“) и второго тома, не менее толстого, но, в отличие от первого, могущего без затруднений быть разделённым на две части». Но и от Галлимара 23 ноября пришёл отказ, основанный на отрицательном отзыве Андре Жида, который был поверхностно знаком с Прустом и, будучи уверен, что тот дилетант и сноб, не стал внимательно изучать его текст.
Последний отказ, полученный в начале 1913 года от директора издательства «Олландорф», стал самым одиозным в этой серии. Г-н Эмбло написал: «Я, быть может, глуп, как пробка, но не могу уразуметь, зачем какой-то господин изводит тридцать страниц на описание того, как он ворочается с боку на бок в своей постели, прежде чем заснуть».
В сложившейся ситуации у Пруста оставался единственный выход — публикация за счёт автора. Это утверждало писателя в статусе «любителя», но давало жизнь его роману. Он «смирился» с унижением, позволяя себе лишь в редких письмах к друзьям выразить своё удивление и сожаление о произошедшем:

«…иногда спрашиваю себя, прав ли я, публикуя эту книгу именно тогда, когда мои воззрения, как я могу с определённой бесстрастностью судить, пришли в полнейшее противоречие с представлениями наименее тупых моих современников. Здесь я вновь вспоминаю о „Нувель Ревю“ — по моему мнению, наиболее умном и самом удобочитаемом из журналов…» — Из письма Луи де Роберу, от 25 января 1913 года.

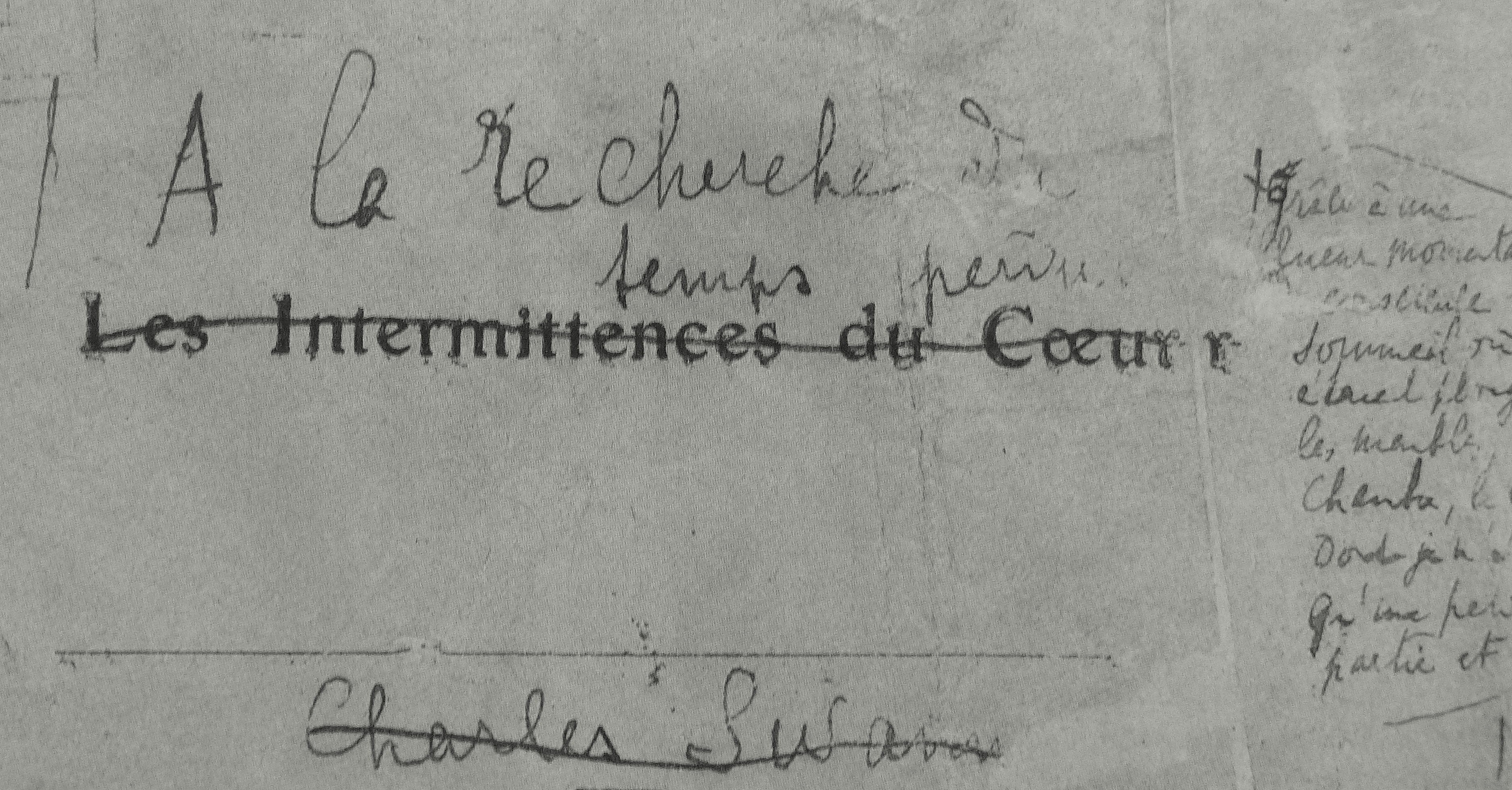
Автограф Пруста. 1913. Зачеркнуто: «Сердечные перебои», надписано: «В поисках утраченного времени»

В феврале 1913 года Пруст, при посредничестве Леона Блюма, обращается в издательство Бернара Грассе с предложением опубликовать роман за свой счёт. Не согласившись с доводами издателя о сокращении первого тома (ввиду того, что тот существенно превосходил второй по объёму), Пруст поменял общий план романа, разделив его на три части. Кроме того, он решил сменить и общее название «Сердечные перебои», встретив книгу «Сердечный беспорядок» Бине-Вальмера, основателя влиятельного журнала «Ренессанс латин». Новым и окончательным названием романа Пруста с весны 1913 года стало «В поисках утраченного времени». Первый его том, получивший название «По направлению к Свану», вышел в свет 14 ноября 1913 года с авторским посвящением Гастону Кальметту. В книге насчитывалось 537 страниц, остальные две — «У Германтов» и «Обретённое время» — планировались к изданию в 1914 году.

### Расширение первоначального замысла и выход в свет II части (1914—1918)
Несмотря на большие усилия Пруста по организации достойного освещения публикации «По направлению к Свану» в прессе, выход романа вызвал лишь несколько рецензий, написанных в основном близкими друзьями писателя. Но они привлекли внимание члена редакции «Нувель Ревю франсез» Жака Ривьера, и тот смог убедить главного редактора Андре Жида вернуться к отвергнутому им сочинению и прочитать всю книгу Пруста. К чести Жида, вчитавшись, он не только очень скоро распознал высокий художественный уровень произведения, но и признал свою ошибку в письме к Прусту:

«Вот уже несколько дней я не выпускаю вашу книгу из рук; я насыщаюсь ею с наслаждением; я утопаю в ней. Увы! Зачем надо было, чтобы моя любовь сопровождалась такой болью?.. отказ от этой книги станет самой значительной ошибкой НРФ (ибо я и сам в ней повинен) и одним из самых горьких сожалений моей жизни…».
Совет «Нувель Ревю франсез» единогласно принял решение об издании двух остальных томов «Поисков». В номерах журнала за июнь и июль 1914 года были опубликованы большие отрывки из «Германтов» (вошедшие позднее в переработанном виде в «Под сенью девушек в цвету»). Однако даже столь значимое предложение от Галлимара не склоняет Пруста к уходу от Грассе, который готовит и анонсирует издание оставшихся двух томов «Поисков» (первые оттиски второго тома выходят в июне 1914 года). Но начавшаяся мировая война останавливает деятельность издательства Грассе, в то время как Галлимар только замедляет свои публикации. Это и стало решающей причиной перехода Пруста к Галлимару, который весной 1916 года окончательно убедил его в дальнейшей публикации всех частей «Поисков» в своём издательстве.
Однако следующую часть «Поисков» напечатали лишь в конце 1918 года, через 5 лет после первой. И это оказалась совсем не та книга, которая версталась накануне войны. Продолжительный перерыв в издании, вызванный обстоятельствами военного времени, был использован писателем для продолжения работы над текстом. Первоначально задуманный как дилогия, затем переработанный в трилогию (хронологически завершавшуюся 1912 годом), роман стал разрастаться в многотомное произведение, вобрав в себя и события мировой войны. Но Пруст не только удлинил хронологию, но и внёс в «Поиски» новые темы и сюжетные направления, первоначальным замыслом не предусмотренные.

«Под сенью девушек в цвету». Обложка первого издания

Сохранившийся анонс 2 и 3 томов издания Грассе, с названиями глав, даёт представление об их разительном несоответствии послевоенной структуре «Поисков». В состав 2 тома («Германты») у Грассе входили: Дом госпожи Сван. — Имена стран: страна. — Первые наброски барона де Шарлю и Робера де Сен-Лу. — Имена людей: герцогиня Германтская. — Салон госпожи де Вильпаризи. В составе 3 тома («Обретённое время»): Под сенью девушек в цвету. — Принцесса Германтская. — Господин де Шарлю и Вердюрены. — Смерть моей бабушки. — Перебои чувств. — «Пороки и добродетели» Падуи и Комбре. — Госпожа де Камбремер. — Брак Робера де Сен-Лу. — Вечное поклонение.
Наибольшее увеличение размеров и усложнение структуры «Поисков» связано с введением в них к концу 1915 года темы Альбертины, что не только развернуло тему «Девушек в цвету» в отдельную книгу и способствовало появлению тома «Содом и Гоморра», но породило ещё два тома: «Пленница» и «Беглянка». «Мотив обедневшей девушки, живущей на содержании у героя, но без их физической близости», появляется в записях Пруста 1908 года. Тема её пленения и последующего бегства возникает после истории с Альфредом Агостинелли (1888—1914), шофёром и секретарём Пруста, внезапно от него уехавшим и затем погибшим в авиационной катастрофе.
Второй том «Поисков» — «Под сенью девушек в цвету» — был напечатан в конце ноября 1918 года в галлимаровском «НРФ». Книга поступила в продажу в июне 1919 года, одновременно с переизданием отредактированной первой части «Поисков» и новым сборником Пруста «Пастиши и смеси».

### Работа над новыми частями и посмертное завершение издания «Поисков» (1923—1929)
10 декабря 1919 года книга «Под сенью девушек в цвету» получила Гонкуровскую премию. Но даже присуждение премии не вызвало существенного интереса к произведению Пруста светских читателей, «не говоря уже о читателе массовом»; настоящее признание к «Поискам» придёт лишь после смерти его создателя.
При этом все последующие части романа Пруст писал «наперегонки со смертью». С 1919 по 1922 годы тяжело больной писатель произвёл титанический труд: он «дополнял готовившиеся к выпуску тома, делал правку уже отпечатанных, а править для него означало удваивать и утраивать, так что перепуганный издатель в конце концов сам давал „добро“ на печать, поскольку надо было как-то обуздать этот поток, угрожающий смыть все берега. Но Пруст был уверен, что избыточность как раз и составляет стиль его произведения». Третья часть «Поисков» — роман «У Германтов» вышел в двух томах: первый в августе 1920 года, второй — в апреле 1921-го; в мае 1921-го публикуется начало четвёртой части — «Содома и Гоморры», в апреле 1922 года в трёх небольших томах — её продолжение.
По свидетельствам Селесты Альбаре, помощницы и секретаря Пруста, в последние годы он работал уже только в постели, «и всегда было одно и то же положение — слегка приподнявшись, с подложенными за плечи рубашками, вроде спинки стула, а пюпитром служили согнутые колени… Удивительно, как быстро он мог писать в своём удобном только для него одного положении. Перо так и бежало, соединяя буквы в одну линию <…> Его работа была организована так, чтобы под рукой всегда лежали все рукописи, как инструменты у мастера… старые тетради и новые, над которыми он работал; тетради с заметками; отдельные записи, написанные по вдохновению момента на попавшихся случайно листках, иногда на конверте или обложке журнала». Вплоть до последних дней Пруст продолжал править текст ещё не изданных частей «Поисков», вносить дополнения или, напротив, сокращать, как это было в случае с «Беглянкой» осенью 1922 года. В ночь с 17 на 18 ноября около полуночи Пруст позвал свою помощницу:

«— Дорогая Селеста, устраивайтесь на этом кресле, и мы с вами как следует поработаем. Если ночь пройдёт благополучно, я докажу докторам, что всё-таки сильнее их. Но её надо пережить. Как вы думаете, мне это удастся?
Естественно, я уверила его, и вполне искренне, что ничуть в этом не сомневаюсь. Меня беспокоило только, как бы он ещё больше не переутомился. Усевшись, я так и оставалась несколько часов в кресле, за исключением каких-то своих коротких отвлечений. Сначала мы немного поговорили, потом он занялся корректурой и добавлениями и диктовал мне часов до двух ночи. Я стала уже уставать, в комнате был страшный холод, и я ужасно замёрзла.
— Кажется, мне труднее диктовать, чем писать. Это всё из-за дыхания.
Он взял перо и больше часа продолжал писать сам. В моей памяти врезались стрелки часов, показывавшие время, когда перестало двигаться перо, — ровно три с половиной часа ночи. Он сказал мне:

— Я слишком устал. Достаточно, Селеста. Больше нет сил…».
Роман «Пленница» вышел в свет в ноябре 1923 года, спустя год после смерти писателя.
Шестая часть «Поисков» была опубликована в конце 1925 года под названием «Исчезнувшая Альбертина». От первоначально задуманного названия «Беглянка» (подчёркивающего симметрию с «Пленницей», первым романом «цикла Альбертины») Пруст был вынужден отказаться в связи с тем, что в 1922 году вышла одноимённая книга стихов Рабиндраната Тагора.
Заключительная часть, «Обретённое время», издана в сентябре 1927 года.
В 1929 году Галлимар выпустил первое полное издание «Поисков» в семи томах.

## Текстологическая проблема и авторитетные издания
Посмертная публикация последних частей «Поисков», авторская работа над которыми не была завершена, поставила перед издателями и исследователями творчества Пруста текстологическую проблему, суть которой сводится к четырём основным аспектам: 1) определение последнего законченного слоя авторского черновика VI части; 2) выбор названия этой части: «Беглянка» или «Исчезнувшая Альбертина»; 3) определение в сплошном тексте авторского черновика границы между окончанием VI и началом VII части; 4) итоговое разделение всего произведения на части (тома, секции) и их наименование в полном издании «Поисков».

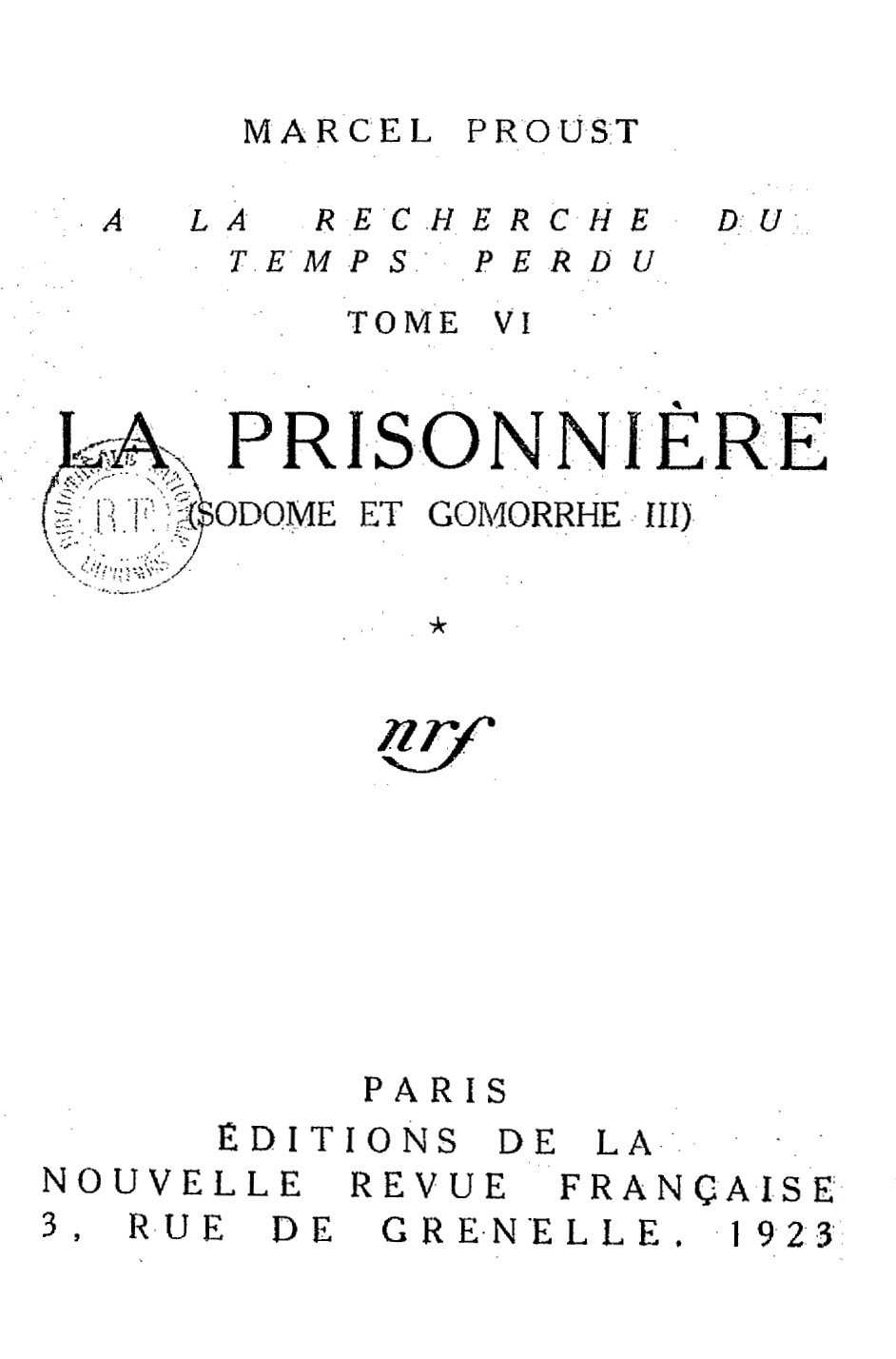
Первое издание V части «Поисков»: «Пленница (Содом и Гоморра III)»

Младший брат писателя доктор Робер Пруст и член редакции «НРФ» Жак Ривьер, готовившие посмертные публикации последних частей «Поисков», в именовании частей учли мнение автора, выраженное в его письме Галлимару от октября 1922 года (после вынужденного отказа от названия «Беглянка»): «Нет, отныне будущие тома не должны иметь иного названия, кроме „Содом и Гоморра III“. Как вы сами прекрасно поняли, при исчезновении названия „Беглянка“ нарушается симметрия». Но наряду с общим названием секции — «Содом и Гоморра III» — издатели оставляли и собственное название каждой публикуемой части. С таким двойным названием в 1923 году вышла «Пленница», а в 1925 году — VI часть «Поисков», но с новым названием «Исчезнувшая Альбертина». При подготовке этой книги использовался второй экземпляр машинописного черновика «Беглянки» с небольшой правкой, сделанной, как правило, рукой не Марселя Пруста, а его брата (предполагалось, что по указаниям автора); однако нового названия в этом экземпляре не имелось. Как выяснилось полстолетия спустя, название «Исчезнувшая Альбертина» Робер Пруст и Жак Ривьер нашли «в затем припрятанном ими первом экземпляре машинописи» авторского черновика, не указав на источник своих сведений.
В свою очередь, французские литературоведы Пьер Кларак и Андре Ферре, предпринявшие в 1954 году первое критическое издание «Поисков» в серии «Библиотека Плеяды» и не располагавшие свидетельствами того, что название «Исчезнувшая Альбертина» было предложено самим Прустом, выпустили VI часть романа под первоначальным названием «Беглянка».
Между «Беглянкой» и «Обретённым временем» в Тетрадях Пруста нет никаких знаков, отмечающих конец одного романа и начало другого. Жак Ривьер и Робер Пруст, обратив внимание на оставленное писателем место для отсутствующей вставки на листе 75 тетради ХV, увидели в этом «водораздел между томами. Точно также поступает теперь и большинство современных издателей». Пьер Кларак и Андре Ферре, исходя из содержания, разделили тома иначе: у них «Беглянка» заканчивается на листе 69 тетради XV. И в первом и во втором случае, по мнению одного из крупнейших отечественных прустоведов А. Д. Михайлова, «выбранный рубеж между томами не то чтобы произволен или спорен, он достаточно условен, и мы не знаем, как бы наметил его сам Пруст, доживи он до выхода из печати последних томов „Поисков утраченного времени“».
В 1986 году 1-й экземпляр машинописи «Исчезнувшей Альбертины» был обнаружен в архиве Сюзи Мант-Пруст, племянницы Марселя Пруста. Правнучатая племянница писателя Натали Мориак, дочь биографа Пруста Клода Мориака, в 1987 году опубликовала в сотрудничестве с Этьеном Вольфом эту «нечаянную (якобы) находку». Анализ обнародованного документа доказывает, что Робер Пруст с ним был хорошо знаком: сделанные им поправки во второй машинописи в основном восходят к первой, но брат писателя перенёс в него «лишь очень немногое из того, что сделал автор».
Авторские правки в 1-м экземпляре свидетельствуют о том, что Пруст в последние месяцы жизни создавал новый вариант VI части романа: сократил её текст более чем в два раза, снял тему Жильберты, в том числе эпизод с женитьбой на ней Робера де Сен-Лу, из поездки Рассказчика в Венецию убрал его визит в баптистерий Святого Марка — ключевой момент для последующего повествования. Столь кардинальная переделка предпоследней части неизбежно должна была повлечь за собой и значительное изменение финала «Поисков», но автор не успел начать правку текста «Обретённого времени». Вот почему брат писателя не обнародовал 1-й экземпляр машинописи: он «как бы снимал верхний слой рукописи как незавершённый и ориентировался на слой предшествующий, завершённый, представленный дубликатом машинописи. Это было единственно правильным решением».
Обнаруженный в 1986 году текст вместе со всеми ранее использованными лёг в основу нового 4-томного критического издания «Поисков» в серии «Библиотека Плеяды» (1987—1989), подготовленного группой французских литературоведов во главе с Ж.-И. Тадье. В 1992 году Жан Мийи выпустил в издательстве «Шампьон» компромиссный вариант предпоследней книги «Поисков»: текст «Исчезнувшей Альбертины» был воспроизведён полностью, но с помощью специальных обозначений были отмечены все эпизоды, вычеркнутые в последних правках Пруста.
Публикация последней авторской версии VI части «лишний раз подтвердила, что книга Пруста — это по своему живой организм». В издательской практике «Поиски» обычно делят на семь томов, но их «иногда бывает больше — до десяти и даже шестнадцати», в исследовательских работах «Поиски» подчас делят на пять частей, включая в состав «Содома и Гоморры» «Пленницу» и «Беглянку». Структура «Поисков» в процессе работы писателя находилась в постоянном движении, возникали новые большие и малые темы, «отдельные сюжетные блоки менялись местами», переходя из тома в том. Смерть Пруста не остановила этот процесс, о чём свидетельствует ещё один факт. Небольшая «секция», которую Пруст обозначал как «Содом и Гоморра I» и завершал ею текст выпущенной в 1921 году книги «У Германтов», после смерти автора по утилитарно-полиграфическим причинам была перемещена в начало следующего тома, и с тех пор начинает книгу «Содом и Гоморра». Это стало возможно потому, что данный эпизод служит своеобразной «перемычкой» между частями «Поисков» и «в равной мере имеет право входить в состав соседствующих томов».

## Переводы на русский язык
Первые переводы отдельных частей «Поисков» на русский язык были опубликованы в 1927 году. Ленинградское издательство «Academia» выпустило в переводе Адриана Франковского первую часть под названием «В сторону Свана» с общим названием произведения — «В поисках за утраченным временем». Московское издательство «Недра» выпустило вторую часть, «Под сенью девушек в цвету», с общим названием «В поисках потерянного времени»; перевод был сделан Любовью Гуревич при участии Софии Парнок и Бориса Грифцова. В 1928 году «Academia» напечатала вторую часть уже в переводе одного Грифцова, как продолжение издания, начатого Франковским, но в другом оформлении.
В 1934 году по инициативе и с предисловием Луначарского в ленинградском издательстве «Время» начался планомерный выпуск «Поисков» в виде собрания сочинений Пруста. «В поисках за утраченным временем» вышли в переводах Франковского — «В сторону Свана» (1934), «Германт» (1936), — и Андрея Фёдорова: «Под сенью девушек в цвету» (1935), «Содом и Гоморра» (1938, совместно с Н. П. Суриной). Переведённая Франковским «Пленница» не вышла в свет по идеологическим причинам — «в 1940 г. первый экземпляр рукописи перевода и гранки набора были уничтожены… Второй экземпляр машинописи случайно уцелел и был спасён Р. В. Френкель». «Пленница» в переводе умершего от голода в блокадном Ленинграде Франковского была напечатана только в 1998 году.
Роман Марселя Пруста не переиздавался в СССР 35 лет; лишь в 1973 году «Художественная литература» начала публикацию нового перевода «Поисков», за который взялся Николай Любимов, один из самых авторитетных переводчиков своего времени. Он перевёл больше всех — шесть из семи томов, его редакция общего названия произведения — «В поисках утраченного времени» — стала общеупотребительной, как и названия отдельных частей: «По направлению к Свану», «У Германтов». В 1976 году вышел второй том, в 1980-м — третий. Перевод «Содома и Гоморры» был готов летом 1982 года, но книга вышла только в 1987 году, «с ханжескими цензурными изъятиями». Когда в 1990 напечатали «Пленницу», Любимов трудился над «Беглянкой», но «он уже не летел по тексту, как в былые годы, а тяжело шёл по нему» — 20-летняя работа над переводом «Поисков» исчерпала его силы и здоровье. В октябре 1992 года, по совету врачей, она была прекращена, а через два месяца Любимова не стало. Конец 6 тома остался непереведённым, в других местах были пропущены большие куски текста. «Беглянку» выпустила уже не «Художественная литература», а издательство «Крус» (1993), с исправлениями и восстановленными пропусками. «Однако вдова Любимова осталась недовольна исправленным изданием», из-за чего позднее, в первом полном издании «Поисков» был напечатан непроверенный текст «Беглянки», а пропуски (в переводе Леонида Цывьяна) помещены отдельным приложением.
В 1999 году вышли два перевода «Обретённого времени», последней части «Поисков». Московское издательство «Наталис» опубликовало перевод «некоего А. И. Кондратьева (как оказалось, это псевдоним)», выполненный «до такой степени неквалифицированно, что потребовалось его сильно отредактировать, настолько сильно, что переводчик, несогласный с редакционной правкой, отказался поставить своё подлинное имя (откуда и псевдоним)». Санкт-петербургское издательство «Инапресс» выпустило более профессиональный перевод Аллы Смирновой, дипломанта литературной премии «Триумфальная арка».

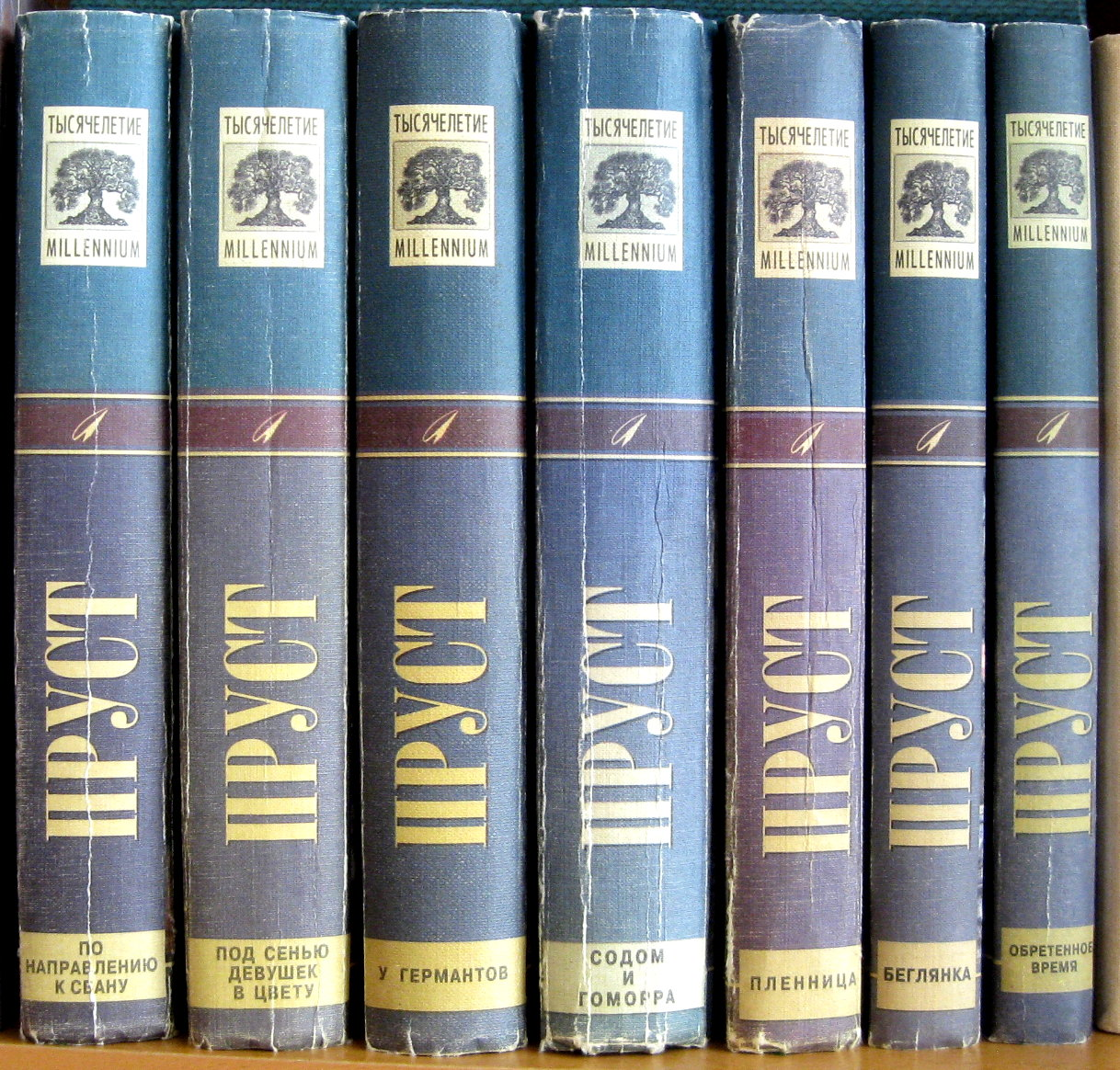
Первое полное русскоязычное издание

В 1999—2001 годах издательством «Амфора» выпущено первое полное русскоязычное 7-томное издание «Поисков». Первые 6 частей даны в переводах Любимова (с комментариями О. Е. Волчек и С. Л. Фокина), 7-я — в переводе Смирновой (и почти без комментариев). Недостатком издания является несогласованность имён ряда персонажей в этих переводах: у Смирновой «появляется „Шарлюс“ (у Любимова „Шарлю“, что тоже возможно), композитор „Вентей“ (в остальных томах „Вентейль“), семейство „Камбремер“ (что совершенно правильно, но Любимов-то придумал „Говожо“, дабы передать не вполне приличную игру слов); в „Обретённом времени“ подруга Альбертины Андре совершенно напрасно названа „Андреа“, и что уж совершенно недопустимо, так как безграмотно, герцог Германтский фигурирует как „господин Германтский“».
С 2000-х годов «Поиски» заново переводит Елена Баевская: в отличие от своих предшественников ей повезло работать с более полной и выверенной версией оригинала. В её переводах изданы первые книги со следующими редакциями названий: «В сторону Сванна» (2012), «Под сенью дев, увенчанных цветами» (2016), «Сторона Германтов» (2020), «Содом и Гоморра» (2024). В общем названии произведения Баевская вернулась к варианту Гуревич: «В поисках потерянного времени».

## Жанр
Своеобразие «Поисков» отразилось в неоднозначных трактовках их жанра: психологическая эпопея (Томас Манн), роман-симфония (Андре Моруа), роман-собор (Клод Мориак), роман-река (Жан Кокто), роман-ансамбль (Поль де Ман), серия романов (Жак Бреннер), циклический роман (Борис Грифцов) и др.. Исследователи разделяются и в ответах на вопрос: являются ли «Поиски» одним очень большим романом или циклом, серией из семи отдельных романов? Одни, вслед за автором, утверждают, что «Поиски» — «не серия романов, а один большой роман, который нужно прочесть от начала и до конца, чтобы как следует понять». Другие считают произведение Пруста романным циклом, с «магистральным сюжетом» («сверхсюжетом», лейтмотивом) и системой сквозных персонажей. Однако и сам писатель, сожалея при выходе «Свана» о разбивке единого произведения на части («Не издают одну книгу многими томами. Я как человек, владеющий слишком большим для современной квартиры ковром, которому пришлось его разрезать…»), тогда же высказал и другую точку зрения на состав «Поисков»: «Моя книга, быть может, станет опытом серии романов о Бессознательном».
При известной самостоятельности каждого из семи романов цикла общая логика многих сквозных тем «Поисков» выявляется лишь в заключительных частях повествования. Подчёркивая единство этого «огромного и при этом исключительно ясного и прозрачного произведения», Владимир Набоков отмечал: «Чтобы полностью понять первый том, мы должны сперва вместе с рассказчиком отправиться на приём в последнем томе». Эта композиционная особенность не только характеризует многотомные «Поиски» как единый роман, но и связана с технологией писательской работы Пруста, который не раз пояснял, что его произведение «так тщательно „сложено“, что последняя глава последнего тома была написана тотчас после первой главы первой книги».
Другим спорным вопросом в жанровой принадлежности «Поисков» является определение степени их автобиографичности. Валерий Подорога, признавая, что «Поиски» — «это прежде всего роман, а не автобиография в своей строгой жанровой определённости», доказывал, что Пруст «в своих попытках обрести утраченное время прошлого обновляет приёмы автобиографического анализа». Другие исследователи более категоричны, утверждая, что произведение Пруста — это «его романизированная автобиография». Подобная точка зрения была настолько популярна в первые десятилетия после смерти писателя, что Набоков в своей лекции о Прусте полемически обострял её критику:

«Усвойте раз и навсегда: эта книга не автобиография; рассказчик — это не Пруст собственной персоной <…> Книга, которую будто бы пишет рассказчик в книге Пруста, всё-таки остается книгой в книге и не вполне совпадает с „Поисками утраченного времени“, равно как и рассказчик не вполне Пруст. Здесь фокус смещается так, чтобы возникла радуга на гранях — на гранях того собственно прустовского кристалла, сквозь который мы читаем книгу. Она не зеркало нравов, не автобиография, не исторический очерк. Это чистая выдумка Пруста, как „Анна Каренина“ Толстого или „Превращение“ Кафки…».
Использование Прустом автобиографического материала (скрупулёзно выявленное многочисленными исследователями «Поисков») является литературным приёмом и выстраивает художественную реальность, нередко очень схожую с исторической. Но жизнь героя по имени Марсель «ни в коем случае нельзя смешивать с жизнью писателя Марселя Пруста, на жизнь которого она однако в чём-то похожа, и это запутывает читателя, наверняка, запутывает автором сознательно». Между текстом романа и жизнью писателя «существует значительная дистанция. Пруст абстрагируется от фактов своего существования, подвергает их осмыслению, тщательному препарированию, соотносит с общечеловеческим опытом, возводит их в степень философского обобщения». Мераб Мамардашвили, утверждая, что «Поиски» продолжают традиционную европейскую форму романа «воспитания чувств», «самостановления человеческого существа», и анализируя в своём цикле лекций о Прусте масштабное философское содержание «Поисков», называет их «романом Пути или романом освобождения».

## Состав и фабула
По мнению Набокова, прямолинейное прочтение «Поисков» может привести к заключению, «что основное действие книги состоит в череде званых вечеров — например, обед занимает полтораста страниц, вечерний приём — полкниги. В первой части романа попадаешь в салон госпожи Вердюрен в дни, когда его завсегдатаем был Сван, и на званый вечер к госпоже де Сент-Эверт, на котором Сван впервые понимает безнадёжность своей страсти к Одетте; затем, в следующих томах, появляются другие гостиные, другие приёмы, званый обед у госпожи де Германт, концерт у госпожи Вердюрен и финальный приём в том же доме у той же дамы, ставшей теперь принцессой Германтской по мужу — тот финальный приём в последнем томе, в „Обретённом времени“, где рассказчик замечает перемены, начертанные временем на всех его друзьях, и, поражённый электрическим разрядом вдохновения, даже несколькими разрядами, решает немедля приняться за работу над книгой, за восстановление прошлого».
В столь же общем виде фабула «Поисков» может быть сведена к воспоминаниям Рассказчиком эпизодов своего детства, юности и взрослой жизни. Поверхностное восприятие подобной фабулы порой приводит к казусам: «Как отметили многие разочарованные читатели, несмотря на всю его огромную длину, в романе на самом деле мало что происходит», — замечает профессор Роберт Пиппин.

Жанна-Клеманс Пруст (1849—1905), прототип матери героя

Погружение в эти воспоминания начинается в книге «По направлению к Свану», в первой её части — «Комбре». Герой гостит в Тансонвиле у г-жи де Сен-Лу (их совместные прогулки будут описаны в конце предпоследней книги), близ городка Комбре, где когда-то в детстве проводил летние месяцы с родителями и другими родственниками. Он вспоминает их соседа Свана, сына биржевого маклера, ежевечернее ожидание поцелуя матери, бабушку, служанку Франсуазу… Размышляя о непроизвольности своих самых полных воспоминаний, Рассказчик (уже пишущий свою книгу) приводит эпизод недавнего прошлого, когда мать предложила ему чашку чая, и кусочек размоченного в нём бисквита («мадленки») вызвал в памяти вкус такого же бисквита с липовым чаем, которым угощала его в детстве тётя Леония; а вслед за этим вкусом «…весь Комбре и его окрестности — всё, что имеет форму и обладает плотностью — выплыло из чашки чаю». В описаниях комбрейской жизни много сцен, но мало сюжетных событий. Появляются многие сквозные персонажи «Поисков»: Легранден, дама в розовом (Одетта), Блок, композитор Вентейль, дочь Свана Жильберта, де Шарлю, герцогиня Германтская. Прогулки «в сторону Свана» (мимо его имения Тансонвиль) несколько лет спустя приводят юного Марселя к дому недавно умершего Вентейля: случайно подглядывая за его дочерью и её старшей подругой, он становится свидетелем их порочных отношений и надругательства над памятью отца — этот эпизод станет прелюдией к ряду тем «Содома и Гоморры», «Пленницы» и «Беглянки». Одна из поездок в «сторону Германтов» (к их загородному дому на берегах Вивоны) — мимо колоколен Мартенвиля — рождает в Рассказчике первый писательский опыт, к которому он вернётся в будущем. Пока же, во второй части первого тома происходит ещё более глубокое погружение в прошлое: «Любовь Свана» посвящена событиям, происходившим до рождения героя. Здесь описываются ранние времена мелкобуржуазного салона г-жи Вердюрен, куда Одетта де Креси вводит Шарля Свана (вхожего в самые аристократические круги Парижа, что тот не афиширует). Страсть и ревность Свана к Одетте предвосхищает и проясняет будущие чувства Марселя к Альбертине, а самый протяжённый эпизод этой части отдан пребыванию Свана на музыкальном вечере у маркизы Сент-Эверт, описанием персонажей предваряющем «бал голов» в «Обретённом времени». Заключительная часть первого тома «Имена стран: Имя» возвращается к собственным воспоминаниям Рассказчика: подростком он влюбляется в дочь Свана Жильберту.

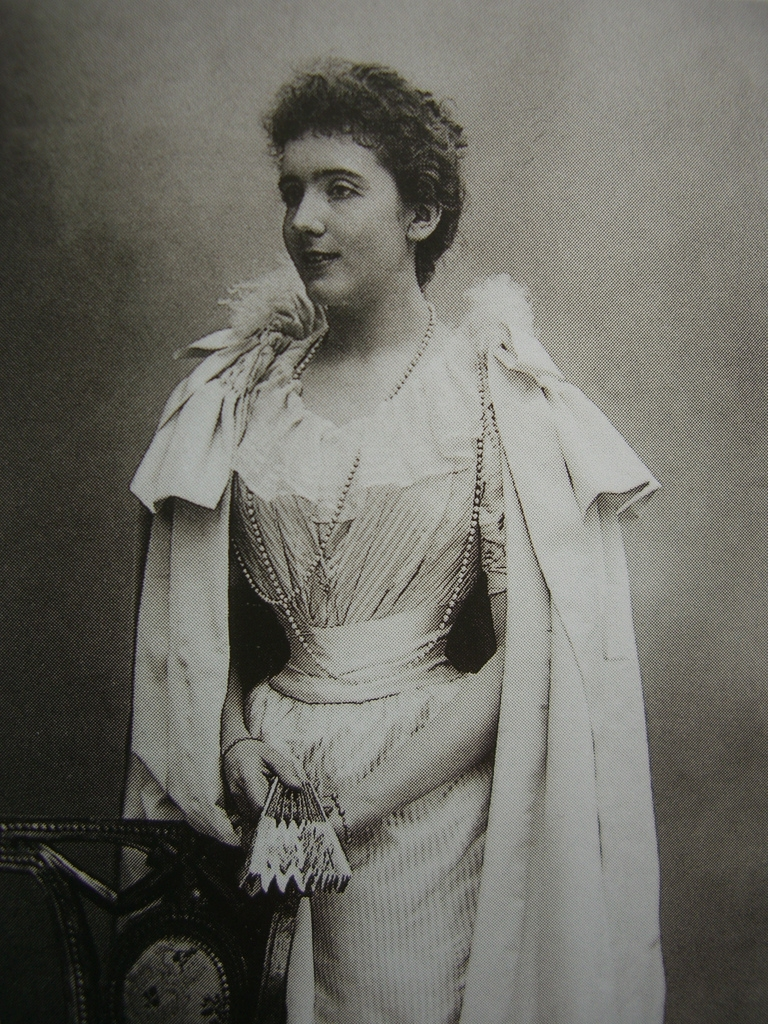
Мария Бенардаки (1874—1949), один из прототипов Жильберты Сван. Фото Поля Надара. 1893

Следующая книга «Поисков» — «Под сенью девушек в цвету» состоит из двух частей. В первой — «Вокруг госпожи Сван» — продолжается история отношений Марселя и Жильберты. Её предваряет несколько эпизодов с маркизом де Норпуа. Бывший посол и сослуживец отца героя убеждает его не отдавать юношу на дипломатическую службу, а дать ему возможность заниматься литературой. По его же совету Марселю разрешают посмотреть игру великой актрисы Берма в «Федре»; затем приглашённый на обед Норпуа читает литературный опус юноши и находит в нём дурное влияние писателя Бергота. Из рассказов Норпуа, бывающего у Сванов, выясняется, что Одетта заставила Свана жениться на себе, лишая его встреч с дочерью, но брак удивительным образом изменил её мужа. В этом убеждается и сам Марсель, по инициативе Жильберты вскоре ставший постоянным гостем в их доме: Сван не замечал ограниченности и глупости жены и «вообще проявлял слепоту, когда дело касалось Одетты». У Сванов герой знакомится с Берготом, но как и игра Берма, встреча с прославленным писателем приносит ему «если и не разочарование, то недоумение, переходящее в равнодушие». Продолжая свои «усложнённые любовно-психологические отношения с Жильбертой», Марсель, ведомый его приятелем Блоком, посещает заштатный публичный дом, где встречается с Рахилью, дешёвой проституткой, которая пару лет спустя станет возлюбленной его лучшего друга и «посредственной, но модной актрисой». Тем временем назревает, а затем происходит его разрыв с Жильбертой, но в их отношениях нет ни мучительных сомнений, ни ревности. Вторая часть книги — «Имена стран: Страна» — посвящена событиям, произошедшим с Рассказчиком два года спустя: с бабушкой и служанкой Франсуазой он едет в приморский городок Бальбек. Курортное времяпровождение даёт Марселю новые знакомства: через бабушку — с пожилой маркизой де Вильпаризи, затем с её внучатым племянником Робером де Сен-Лу (вскоре они становятся лучшими друзьями), а также с его дядей бароном де Шарлю, который «присматривается» к герою. Незаметно для себя Марсель продвигается в заманчивом для него направлении Германтов. Там же, на набережной Бальбека, происходит его встреча со «стайкой» девушек (Альбертина, Андре, Жизель, Розамунда и две не называемые поимённо), поразивших его и вскоре ставших предметом его чередующихся волн влюблённости. Подобно «девушкам-цветам», которые танцуют вокруг добродетельного Парсифаля в одноимённой опере Вагнера, «чтобы воспрепятствовать его пути к неведомому Граалю», шесть юных подруг на бальбекском пляже воплощают для Рассказчика «предельное чувственное искушение, зовут к наслаждению под сенью эфемерной любви». В этой прелюдии к последующей истории любви и ревности героя обращает на себя внимание тот факт, что «поначалу Альбертина не особенно нравилась Рассказчику — как и Одетта Свану». Эпизоды «девушек в цвету» переплетаются с эпизодами знакомства и встреч Марселя с художником Эльстиром, приблизившим его к пониманию идеала искусства.

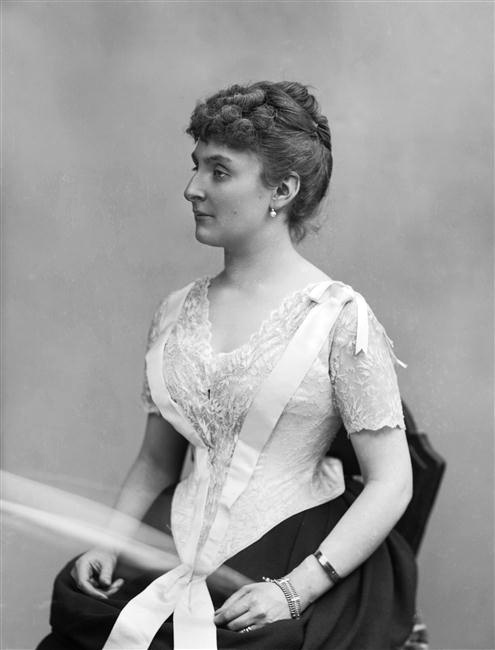
Графиня Лора де Шевинье (1859—1936), один из прототипов герцогини Германтской. Фото Поля Надара. 1885

Третья книга — «У Германтов» — состоит из двух частей. Первая из них начинается после того, как семья Рассказчика из-за ухудшения здоровья бабушки переезжает, в качестве квартирантов, во флигель особняка Германтов в Сен-Жерменском предместье. Для героя, в чьих детских и «устойчивых впечатлениях» Германты «отождествились с их замком, с чарующей сказкой, с чем-то недоступным и сладостно-желанным», неожиданное вхождение в их реальный мир на первых порах происходило «из-за кулис», через разговоры Франсуазы с жилетником Жюпьеном и с другими слугами, из которых Марсель, как невольный соглядатай, получает весьма подробные сведения об укладе жизни герцога и герцогини, их родственниках и знакомых. Затем на спектакле в Опере герой вновь становится восторженным зрителем: появление в ложе бенуара принцессы Германтской, а затем и герцогини, вновь возносит в его глазах образ Германтов.

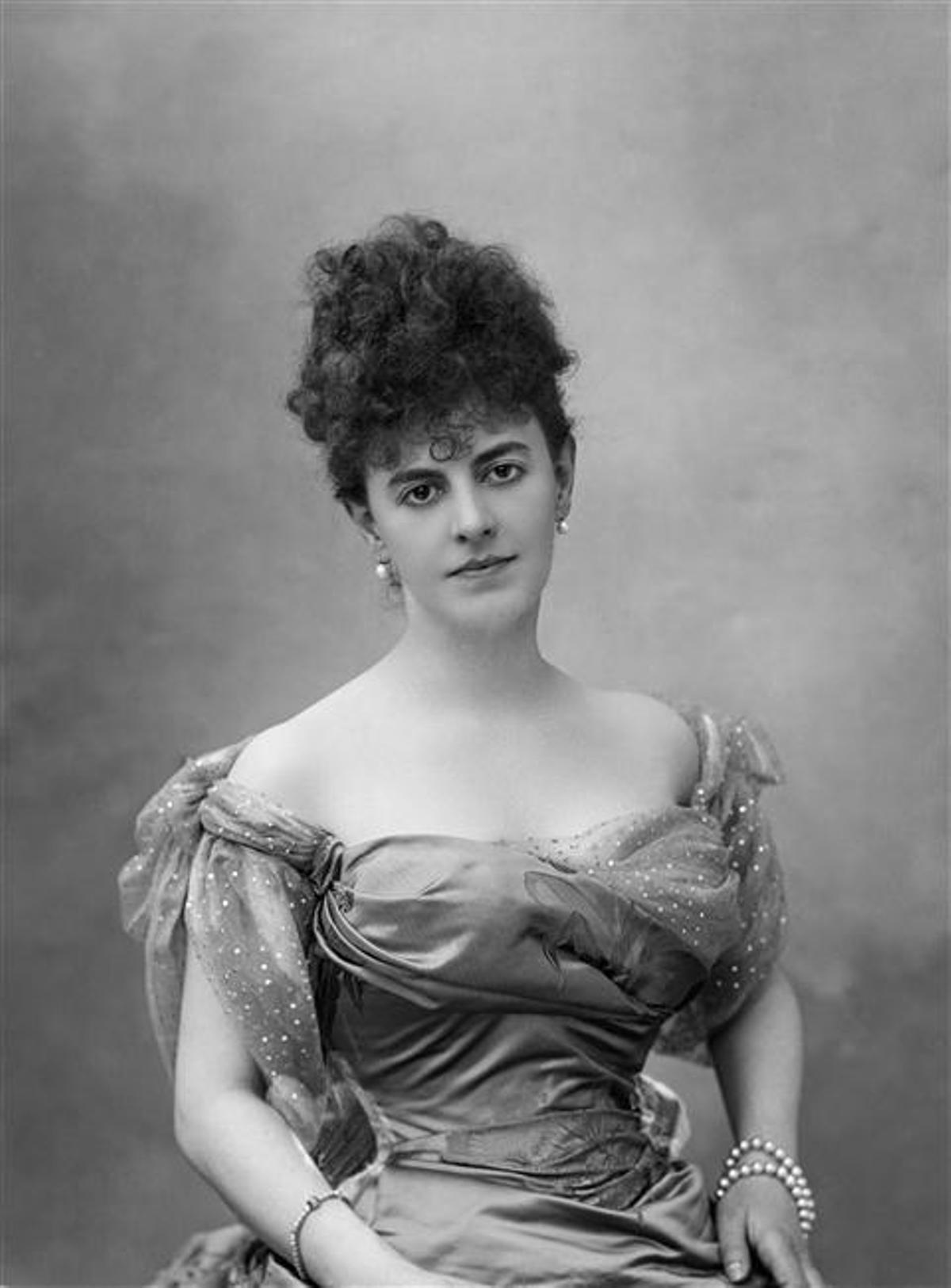
Графиня Элизабет де Грефюль (1860—1952), один из прототипов герцогини Германтской. Фото Поля Надара. 1895

Влюблённый в красоту герцогини, он преследует Ориану «случайными» встречами на улицах, и, понимая её раздражение, вскоре уезжает к Роберу де Сен-Лу, в Донсьер, где тот несёт гарнизонную службу. Некоторое время спустя позвонив домой и только по телефону впервые услышав изменившийся голос бабушки, Марсель возвращается в Париж и поражается её резкому постарению, что, впрочем, не меняет его времяпровождения. Он встречается с приехавшим Сен-Лу и в боготворимой другом любовнице узнаёт проститутку Рахиль. Ныне актриса, она не вспоминает в Марселе случайного посетителя публичного дома, и молодые люди посещают театральное представление с её участием. Затем для содействия делам отца (и в надежде встречи с герцогиней Германтской) герой посещает салон маркизы де Вильпаризи, и этот визит становится первым его самостоятельным шагом в движении «по направлению к Германтам реальным, подлинным, не иллюзорным». Ухудшение состояния бабушки завершает первую часть книги, за ней следует трагический рассказ о её смерти. Во второй главе второй части Марсель встречается с Альбертиной, посещает приём у маркизы де Вильпаризи, получает долгожданное приглашение на ужин к герцогине Германтской (где с самоиронией отмечает, что привлекает к себе жадное внимание принцессы Пармской «не меньше, чем нововведение: класть на стол ветки с фруктами»). Кроме того, Марсель становится предметом не сразу им понятого интереса со стороны де Шарлю, результатом которого становится истерическая выходка барона, пригласившего молодого человека домой, но не нашедшего у того встречного понимания. Последняя сцена романа — «короткий визит героя к герцогам Германтским, где он встречает также зашедшего к ним Свана. Он поражён его болезненным видом, предрекающим его скорую кончину, что и случится в одном из следующих томов».

Граф Робер де Монтескью (1855—1921), один из прототипов барона де Шарлю. Фото Поля Надара. 1895

Короткая первая часть книги «Содом и Гоморра» описывает удивительную встречу барона де Шарлю с жилетником Жюпьеном во дворе особняка Германтов, случайным свидетелем которой становится Рассказчик. В этой и в других сценах «Поисков», «представляющих отношения однополой любви, Рассказчик находится в такой позиции, что он видит всё, тогда как его никто не видит. Он подглядывает, шпионит». В первой главе II части он отправляется на приём к принцу Германтскому, где, среди прочего, происходит его последний разговор со Сваном. Герой, пока не знакомый с ревностью, не может осознать обращённых к нему слов человека, познавшего все этапы этой мучительной болезни, — монолог Свана, ключевой для недалёкого будущего Марселя, проходит впустую. С приёма он возвращается в карете вместе с ещё недавно недосягаемыми для него герцогом и герцогиней Германтскими, но помыслы героя (как некогда бывало и со Сваном), заняты предполагаемыми развлечениями с горничной баронессы Пютбю (рекомендованной ему Сен-Лу), к тому же дома его ждёт встреча с Альбертиной. Особое место в книге занимает глава «Перебои чувства», помещённая автором между 1 и 2 главами II части. Герой вновь едет в Бальбек (чтобы посетить давно звавших его Вердюренов в снятом ими на лето замке Ла-Распельер, так как туда же приглашена баронесса Пютбю, чья камеристка и была истинной целью этой поездки). Но в первый же вечер в Гранд-отеле Марсель «был потрясён до основания» мыслями о бабушке, чей «живой образ» — впервые после того, как с ней случился удар — он обрёл «в нечаянном и цельном воспоминании». Потрясение длится недолго: его отвлекает приехавшая в Бальбек Альбертина (начало 2 главы). Об их физической близости в книге сказано «мимоходом, причём герой-рассказчик отмечает не сам этот факт, а то, как мало добавил он к его любви. И любит-то он, собственно, не Альбертину, а своё влечение к ней, любит свою влюблённость в девушку». В то же время возникает и неуклонно разрастается подозрительность и ревность Марселя — после того, как в приморском казино доктор Котар обращает его внимание на сладострастный танец Альбертины и Андре. Но если тема Гоморры остаётся по большей части в области подозрений героя, то Содом проявляется во многих эпизодах повествования (нередко комических, как с двоюродным дедом Блока Ниссоном Бернаром или с принцем Германтским). Центральная фигура этой темы — де Шарлю, любовником которого становится скрипач Морель, ради которого барон входит в число завсегдатаев салона Вердюренов. Подробно изображённый приём в Ла-Распельер у г-жи Вердюрен (как и приём у принца Германтского в начале книги) «воспринимаются героем как некий шутовской хоровод, одинаково мишурный и комичный». В 3 и 4 главах продолжаются поездки Марселя к Вердюренам, он нанимает автомобиль с шофёром и, стараясь не оставлять Альбертину одну, объезжает с ней всё окрестное побережье. Но если к началу 4 главы Альбертина так наскучила герою, что он «только и ждал повода для окончательного разрыва», то к концу он был убеждён, что непременно должен жениться на ней. Причиной стало внезапное и страшное для Марселя открытие: самой близкой подругой Альбертины, которая заменила ей «мать и сестру» и встречи с которой она ждала вновь, была подруга дочери Вентейля.

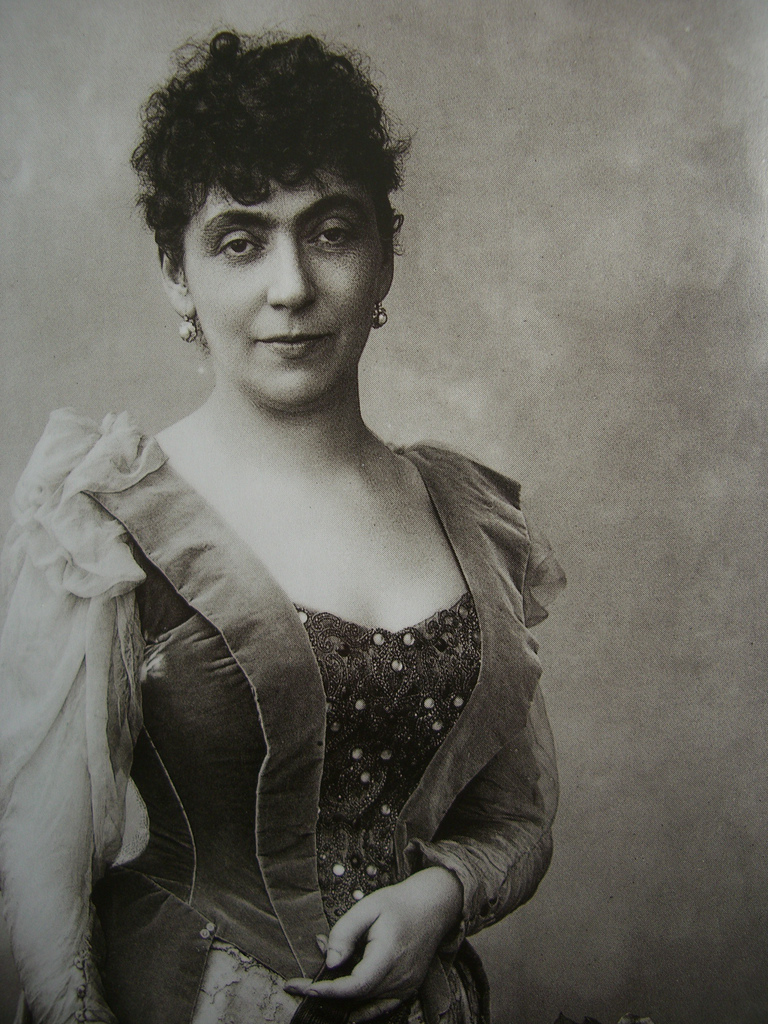
Мадлен Лемер (1845—1928), художница-акварелистка, хозяйка артистического салона, один из прототипов г-жи Вердюрен. Фото Феликса Надара. 1891

Пятая книга — «Пленница» — начинается с описания затворничества Рассказчика с Альбертиной, о которой он говорит, как о невесте, и, в отсутствие родителей, прячет её в семейной квартире от возможных контактов с подругой дочери Вентейля. Уезжая из Бальбека, он «надеялся уехать из Гоморры, вырвав оттуда Альбертину». «Пленение» девушки было обставлено героем с соблюдением её формальных свобод: почти ежедневно он отпускал её в автомобильные прогулки с Андре и шофёром, получая от них сведения о том, где Альбертина была. Не испытывая при этом «никаких чувств к Альбертине», он старался «убить время», посещая в её отсутствие герцогиню Германтскую. На обратном пути к себе в квартиру Марсель «часто встречал во дворе де Шарлю и Мореля», выходивших от герцогини и шедших пить чай в мастерскую Жюпьена, чья племянница, молодая портниха, влюбилась в Мореля, и тот решил на ней жениться. Пребывание Альбертины в доме Марселя (и повествование «Пленницы») длится с осени по весну, но 2/3 книги занимают события всего лишь одного дня: утром Альбертина с Андре едут на спектакль в Трокадеро, а герой от нечего делать приглашает к себе юную молочницу; перелистывая «Фигаро», он получает новый повод для подозрений Альбертины, после чего отправляет Франсуазу в Трокадеро с запиской к ней и ждёт телефонного отчёта, потом играет на рояле сонату Вентейля; затем, спустившись во двор, чтобы встретить Альбертину, становится свидетелем безобразной сцены со скрипачом Морелем, набросившимся с площадной бранью на влюблённую в него племянницу Жюпьена; затем они с Альбертиной совершают автомобильную прогулку в Булонский лес и, вернувшись домой, обедают; вечером Марсель отправляется на музыкальный вечер, устроенный де Шарлю у Вердюренов (где почти совсем забывает об Альбертине); в тот же день он узнаёт о смерти Бергота и вновь переживает смерть Свана; музыкальный вечер, начавшийся с триумфа де Шарлю, собравшего у Вердюренов весь цвет парижской аристократии, продолжился исполнением ранее неизвестного Септета Вентейля и закончился заговором Вердюренов, спровоцировавших скандальное отречение Мореля от барона, — свидетелем всего этого был Марсель; по возвращении домой он устраивает Альбертине очередной допрос, вспыхивает ссора, по завершении которой «пленница» засыпает, а герой видит её, как мёртвую, в саване из простыней. Повествование завершается недели спустя, когда за несколько дней до возвращения в Париж матери Марселя, ранним весенним утром Альбертина без предупреждения уезжает в неизвестном направлении.

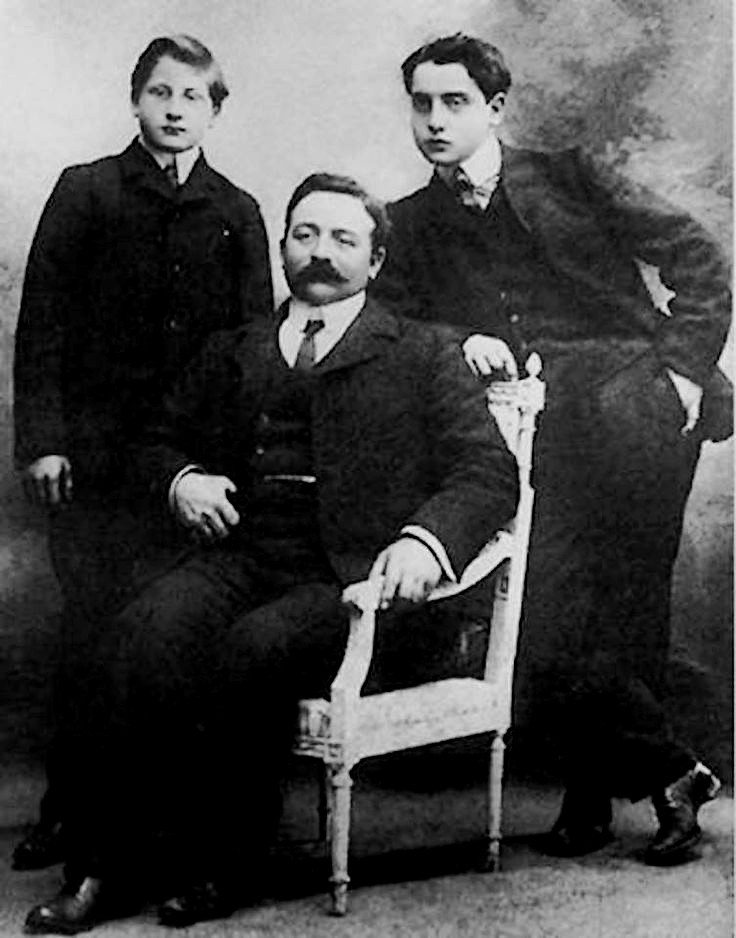
Альфред Агостинелли (1888—1914), один из прототипов Альбертины (справа), с отцом и братом. Ок. 1905

Шестая книга — «Беглянка». Герой пытается «как можно скорей найти способ вернуть Альбертину» и узнав, что она уехала к тётке в Турень, просит Сен-Лу срочно поехать туда и любыми средствами (включая подкуп) воздействовать на г-жу Бонтан для возвращения её племянницы. Действия Сен-Лу не приносят результата, Альбертина и Марсель обмениваются несколькими посланиями (герой сулит беглянке яхту и автомобиль, но получает отказ), и вскоре от г-жи Бонтан приходит телеграмма о смерти Альбертины из-за падения с лошади. Бегство любовницы сделало героя безмерно несчастным, но почти одновременно у него «над душевной болью возобладало любопытство» — ради кого она его бросила?. Теперь, после смерти Альбертины, он решает продолжить свои расследования тёмных сторон её прошлого, поручив тайные розыски Эме, метрдотелю бальбекского Гранд-отеля, который вскоре подтверждает все подозрения Марселя о принадлежности Альбертины миру Гоморры. Позднее подобные подтверждения он получает и от Андре. Однако постепенно скорбь и ревность в его душе сменяются равнодушием к Альбертине, и Рассказчик аналитически отмечает «этапы забвения, когда образ исчезнувшей возлюбленной замещается сначала Жильбертой, затем Андре, наконец, Венецией». Окончательному исчезновению Альбертины способствует и первый литературный успех героя: его статью, наконец-то, печатает «Фигаро», и она производит большое впечатление на Бергота. Забвение постигает и Свана: Одетта выходит замуж за барона де Форшвиля, он удочеряет Жильберту, которая, будучи принятой в высшем обществе, предпочитает не вспоминать фамилию еврея-отца. Мать Рассказчика увозит его в Венецию, где он проводит много времени в соборе св. Марка и делает «заметки для работы о Рёскине»; им встречаются сильно постаревшие любовники де Вильпаризи и де Норпуа, а на обратном пути они узнают из письма о том, что Жильберта выходит замуж за Робера де Сен-Лу. Известие о другом браке, юного маркиза де Говожо на мадемуазель д`Олорон (удочерённой бароном де Шарлю племяннице Жюпьена), представляется матери героя вознаграждением за добродетель и напоминает концовки романов Жорж Санд, а Марселю — вознаграждением за порок, как в романах Бальзака; в романе Пруста этот брак означает «начало падения Германтов». К концу книги герой вновь погружается в мир Содома — его ближайший друг и муж Жильберты оказывается любовником Мореля.

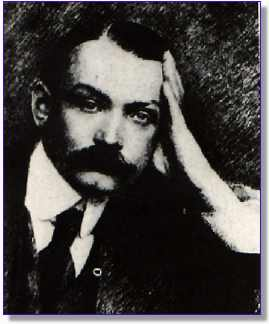
Граф Бертран де Салиньяк-Фенелон (1878—1914), дипломат, один из прототипов маркиза де Сен-Лу

Пребывание Рассказчика в Тансонвиле, начавшееся в конце шестой книги и послужившее прологом к первой, открывает и заключительную книгу — «Обретённое время». Марселю предстоит длительное лечение в клинике, и накануне его отъезда Жильберта даёт ему почитать «томик неизданных дневников братьев Гонкур», несколько страниц из которого (о посещении салона Вердюренов) Рассказчик приводит в своём повествовании, чтобы на сравнении с гонкуровским способом литературного творчества всмотреться в свой собственный. Затем долгие годы он проводит в лечебницах далеко от столицы и лишь дважды приезжает домой. Первый раз — в самом начале войны, для медицинского освидетельствования (в тот приезд он встречался с Сен-Лу, добровольцем отправлявшимся на фронт, и с Блоком, высказывавшим «резко шовинистические взгляды», но пришедшим в потрясение, когда, несмотря на близорукость, его призвали в армию). Второй раз — весной 1916 года. По приезде его навещает (в поисках Мореля) вернувшийся на несколько дней с фронта Сен-Лу; два дня спустя Марсель, отправившись к г-же Вердюрен, «правительнице» военного Парижа, по пути встречает де Шарлю, чьё положение «сильно пошатнулось» (не без влияния г-жи Вердюрен, пасквильных статей Мореля, собственного сварливого нрава и плохо скрываемого германофильства). Их беседа затягивается до ночи, и, расставшись с бароном, заплутавший герой набредает на заведение, принятое им за отель, но оказавшееся домом свиданий для мужчин (которым от лица де Шарлю заправлял Жюпьен), где становится случайным свидетелем мазохистской оргии барона. Сен-Лу, там же искавший Мореля и покинувший заведение в момент появления Марселя, теряет здесь свой крест «За боевые заслуги». Вскоре Рассказчик узнаёт о смерти своего друга, убитого на следующий день после возвращения на фронт, когда он прикрывал отход своих солдат. После лечения в новой клинике, отнявшего у Марселя ещё «довольно много лет», он окончательно возвращается в Париж, мучимый мыслями «об отсутствии литературного дара». Получив приглашение от не забывших его друзей, он отправляется на приём к принцу Германтскому, по пути встретив Жюпьена, сопровождающего в автомобиле старика де Шарлю, едва оправившегося от апоплексического удара. Споткнувшись о плохо пригнанные булыжники мостовой во дворе нового особняка принца, затем (ожидая в библиотеке завершения исполнения музыкального отрывка) услышав случайное позвякивание ложечки о тарелку и ощутив губами жёсткость накрахмаленной салфетки, — герой испытывает целую серию непроизвольных воспоминаний, и в результате с ним происходит то, что Набоков называет «электрическим разрядом вдохновения». Герой понимает, что материал для его книги — это его прошлое, а возвращение в общество — отправная точка для новой жизни, которую ему «не удалось отыскать в одиночестве». Отныне он видит всё преображённым взором писателя, и на приёме у новоявленной принцессы Германтской (бывшей г-жи Вердюрен) перед ним разворачивается бал «масок Времени» — «трагической и осенней порчи всех вещей». Но восстановление в памяти прошлых обликов человека представляет жизнь как феерию от рождения до старости, и Рассказчик спешит начать это восстановление в книге, чтобы успеть завершить своё произведение.

## Сюжет и структура повествования
В тематическом плане общий сюжет «Поисков» распадается «на несколько самостоятельных сюжетов, развивающихся параллельно, но между собой связанных». Центральным из них становится «сюжет Рассказчика», проходящего в повествовании почти все этапы своей жизни (мальчика, подростка, юноши, взрослеющего и в финале неминуемо стареющего). Сюжет Рассказчика осложнён сочетанием трёх повествовательных регистров[прояснить], которые использовал Пруст: «регистра автора», пишущего книгу, «регистра рассказчика», который вспоминает прошлые события своей жизни, и «регистра героя», который переживает или наблюдает эти события в момент их течения. Мироощущение героя-рассказчика-автора объединяет «всё множество фрагментов бытия, представленных в романе» и становится его главным структурообразующим началом.

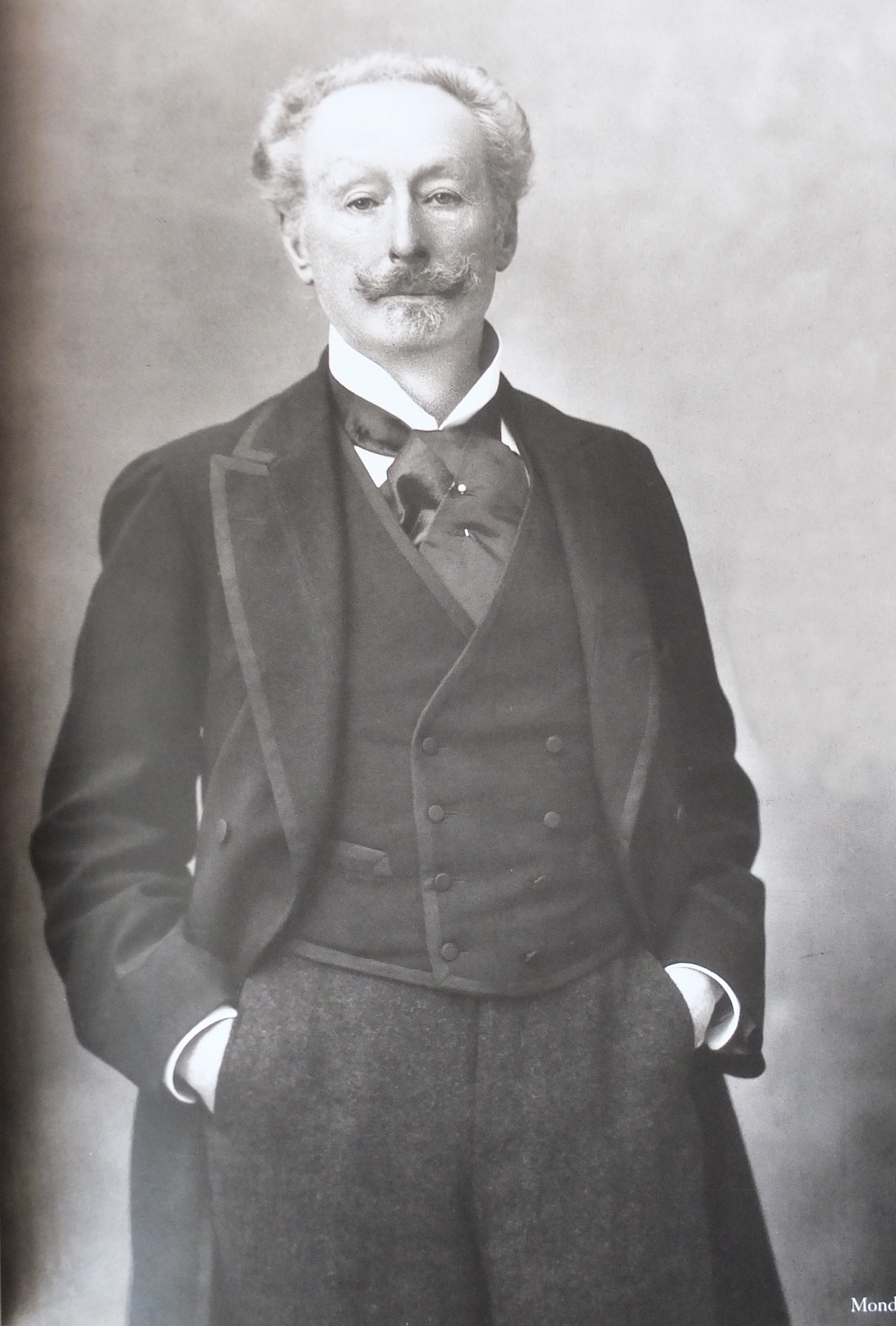
Шарль Аас (1833—1902), один из прототипов Шарля Свана. Фото Поля Надара. 1895

Второй тематический сюжет «Поисков» — это история трансформации изображённого в романе светского общества и эволюции его ведущих персонажей. При этом Рассказчик «выступает не только пассивным участником второго сюжета, но и его внимательнейшим наблюдателем, свидетелем, фиксатором и в какой-то мере судьёй». В сюжете светского общества могут быть прослежены сюжеты ведущих персонажей — Шарлю, Сен-Лу, Германтов, г-жи Вердюрен, Одетты и т. д. Особым сюжетным статусом в кругу ведущих персонажей наделён Шарль Сван, своего рода alter ego Рассказчика. Третьим сюжетом «Поисков» становится само создание романа, и в этом «сверхсюжете» писательских поисков и «обретения книги» сходятся отдельные сюжеты героя, общества, персонажей. Кроме этого в «Поисках» присутствует и «сюжет-лейтмотив», пронизывающий всю книгу, «причём, как в „Болеро“ Равеля, этот „лейтмотив“ сначала еле заметен, еле слышим, чтобы к концу произведения звучать в полный голос <…> Этот лейтмотив — мысль о неотвратимом беге времени».
В повествовательной композиции «Поисков» особое место занимают первые две части первой книги. «Комбре» — экспозиция, в которой почти нет развития сюжета во времени, но активно развёртывается пространство вокруг героя и впервые появляются многие основные персонажи. Поступательное движение сюжета начинается со второй части («Любовь Свана») — от событий, произошедших ещё до рождения Марселя, но которые предваряют всё последующее повествование. Этот подчёркнуто самостоятельный эпизод может быть воспринят как «несколько чужеродный», но именно в нём берут начало многие сюжетные линии «Поисков». Ещё одним композиционным узлом, «в котором будут стягиваться нити всех тем и сюжетных перипетий», своего рода кульминацией, является срединная глава третьей книги («У Германтов»), описывающая болезнь и кончину бабушки героя, — в сознание Рассказчика вторгается знание абсолютной жестокости и абсолютной неизбежности смерти, которое отныне будет сопровождать его взросление. Заключительная книга «Поисков» создаёт рамочный эффект композиции: в 16-летней дочери Жильберты и Робера, встреченной Рассказчиком на приёме у бывшей г-жи Вердюрен, для него соединяются стороны Свана и Германтов — «арка замкнулась, собор завершён».
Среди особенностей повествовательной структуры «Поисков» заметно выделяется тяготение Пруста к изображению очень крупных «эпизодов-обозрений», описывающих светские приёмы. Такие эпизоды, «почти обязательно носящие если и не откровенно гротескный, но сатирический характер», по мнению А. Д. Михайлова, имеют взаимосвязь с аналогичными критическими сценами в романах Достоевского и Толстого, чьё творчество оказало существенное влияние на французского писателя.
Другая особенность повествовательной структуры прустовского романа состоит в частом использовании небольших и внешне незначительных элементов фабулы, «микросцен», предвосхищающих существенные события, или, напротив, их замыкающих, и отделённых от эпизодов-событий большим массивом текста. «Например, эпизод „Любовь Свана“ исподволь подготовлен в первой части <…> рассказами о вечерних визитах Свана, об отношении к нему родственников героя, но о многом приходится только догадываться, ибо всё разъяснится во второй части, которая этому персонажу посвящена целиком». Также поначалу кажутся мало оправданными визиты исписавшегося и больного Бергота к умирающей бабушке героя в третьей книге «Поисков». Они станут предвестием значительно более поздней сцены смерти писателя, в пятой книге, и в этом завершённом контексте проявится образный смысл его визитов — это были «акты прощания с прошлой литературой, вообще прощания с прошлым, которое уйдёт, и для героя тоже, с последним дыханием умирающей».
Разветвлённость и многослойность сюжетного повествования в сочетании с насыщенностью текста «Поисков» внесюжетными описаниями, авторскими рассуждениями и ремарками к читателю, — растворёнными «в длиннейшей фразе», огромный размер произведения и его гомогенность — всё это вызывает трудности для его восприятия и анализа.

## Система персонажей
Художественное пространство «Поисков», разворачивающееся в сложном восприятии героя-рассказчика-автора и в многообразии восприятий других персонажей, не только обширно, но и «плотно заселено». Не стремясь, вслед за Золя, на примере одной семьи дать «исчерпывающий социальный срез», Пруст, тем не менее, не только подробно обрисовал французское светское общество конца XIX и первых двух десятилетий XX века, но и показал эту картину во всей её подвижной изменчивости. Система персонажей «Поисков» выстраивается вокруг нескольких основных групп:

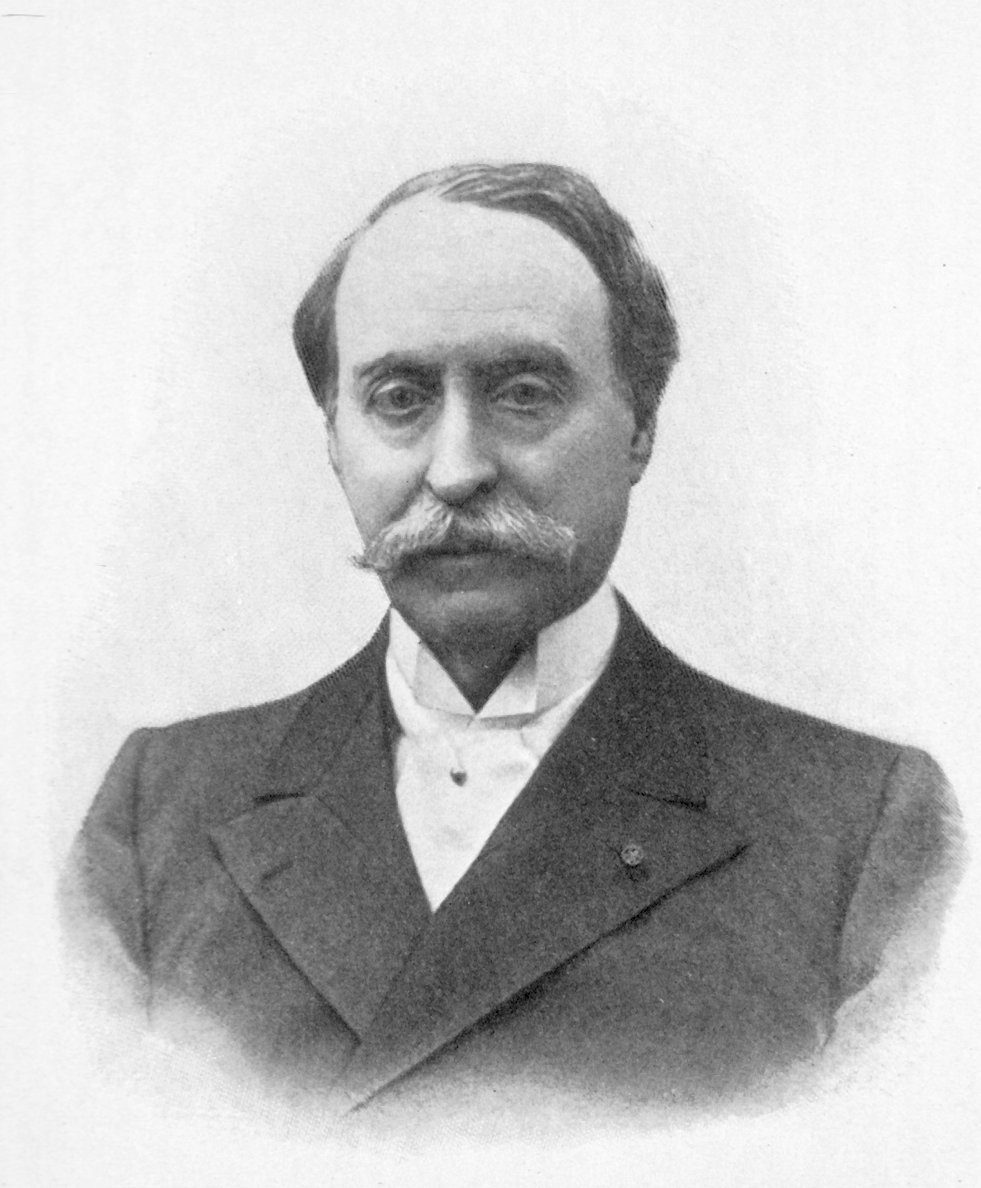
Поль Жорж Дьёлафуа (1839—1911), президент Национальной Академии медицины, один из прототипов доктора Котара и самостоятельный персонаж «Поисков»

- семья Рассказчика: отец, мать, бабушка, тётя Леония и её мать, сёстры бабушки Селина и Флора/Виктория, дедушка Амедей, двоюродный дедушка Адольф и др.;
- столичный аристократический клан Германтов: герцогская чета (Базен и Ориана), барон де Шарлю, принц Германтский Жильбер и его жена Мари-Жильбер, маркиз де Сен-Лу и его мать графиня де Марсант, маркиза де Вильпаризи и её брат герцог Бульонский, герцог де Шательро и его друг барон Германтский, маркиз д`Осмон, принцесса Силистрийская, маркиза де Плассак и др.;
- провинциальное аристократическое семейство Говожо: маркиз де Говожо-старший, его сын Леонор, жена Рене-Элоди и мать Зелия;
- «кланчик» Вердюренов: времён романа Свана и Одетты — доктор Котар с женой, профессор Бришо, архивариус Саньет, пианист Дешамбр и его тётка, художник Биш (Эльстир), Одетта де Креси и её любовники Шарль Сван и граф де Форшвиль; времён 2-й поездки героя в Бальбек — Котары, Бришо, Саньет, княгиня Щербатова, скульптор Ский, скрипач Морель и его «друг» де Шарлю.

Кроме Рассказчика со всеми основными группами активно взаимодействуют, осуществляя функцию «медиатора», два других ключевых персонажа «Поисков» — Шарль Сван и барон де Шарлю. При этом их роль в повествовании выходит далеко за рамки сюжета светского общества, а по своему «культурному багажу» они приближаются к группе творческих личностей (писатель Бергот, актриса Берма, композитор Вентейль, художник Эльстир) — это, как отмечает Ж.-Ф. Ревель, единственные светские персонажи, которые действительно не способны жить без искусства и в какой-то мере могут считаться его знатоками.
Наряду с основными группами персонажей в различные моменты повествования на первый план выходят и локальные группы: жители Комбре, слуги в семье героя, курортные завсегдатаи Бальбека, персонал местной гостиницы, «стайка девушек-цветов», военные сослуживцы Сен-Лу в Донсьере и др. Из представителей этих групп в число центральных персонажей «Поисков» выдвигаются служанка Франсуаза (с первой книги) и Альбертина (со второй). Ещё несколько сквозных фигур романа занимают либо промежуточное положение между основными группами (инженер Легранден и приятель героя Блок), либо выступают в устойчивой связи с одним из центральных персонажей (жилетник Жюпьен — с де Шарлю, актриса Рахиль — с Сен-Лу, дипломат де Норпуа — с маркизой де Вильпаризи).

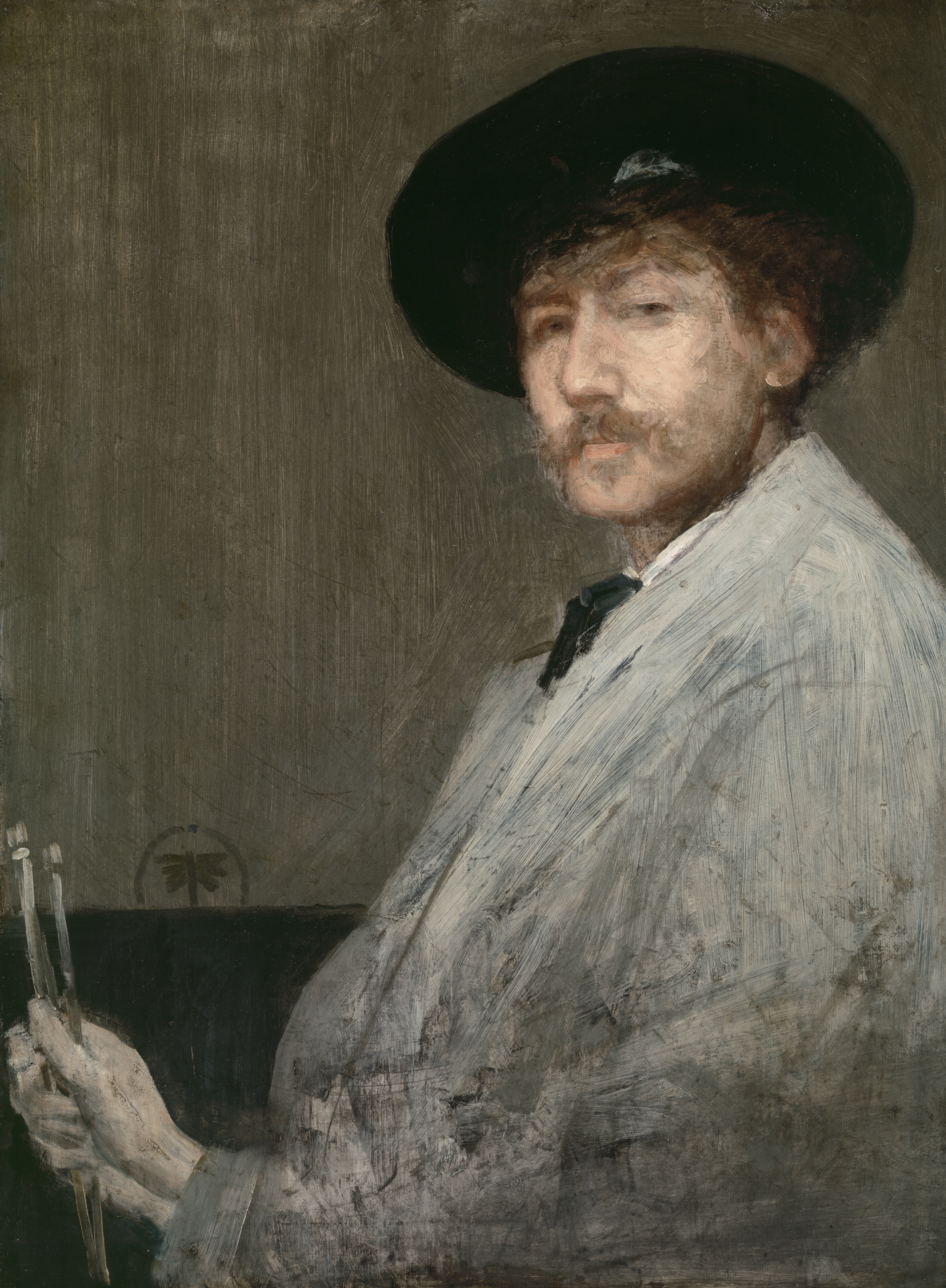
Джеймс Уистлер, один из прототипов Эльстира. Автопортрет. Ок. 1872. Детройтский институт искусств

Общество, которое в годы детства героя ещё представлялось поделённым «на замкнутые касты», на протяжении «Поисков» претерпевает существенные изменения, и с этим связана перемена имён целого ряда персонажей: «имя Германт в конце концов переходит во владение к Покровительнице, далеко не аристократке, в прошлом г-же Вердюрен (а в промежутке Дюра); Одетта поочерёдно становится Креси, Сван, Форшвиль; Жильберта носит имя Сван, Форшвиль и Сен-Лу… Легранден не без труда становится графом де Мезеглизом», еврей Блок — Жаком дю Розье, племянница Жюпьена — маркизой де Говожо. Несоединимые прежде буржуазная сторона Свана и аристократическая сторона Германтов к концу повествования смыкаются в один мир не только из-за разрушения сословных границ, но и потому, что в светском обществе «все они вращаются на орбитах, образованных схожими силами, а именно: автоматизмом, поверхностностью, „машинальностью бытия“». Однако перемены в именном статусе не столь часты, как проявления глубокой неоднозначности в характерах многих персонажей: Сван, эстет и денди, выказывает низкие вкусы по отношению к женщинам, в бароне де Шарлю сочетаются «умственная щедрость и крайнее высокомерие», выдающийся художник Эльстир и вульгарный «маэстро Биш» — один и тот же человек, Легранден хоть и сноб, но добр, надругавшаяся над памятью Вентейля подруга его дочери расшифровывает рукопись композитора, а писатель Бергот в жизни оказывается порочным.

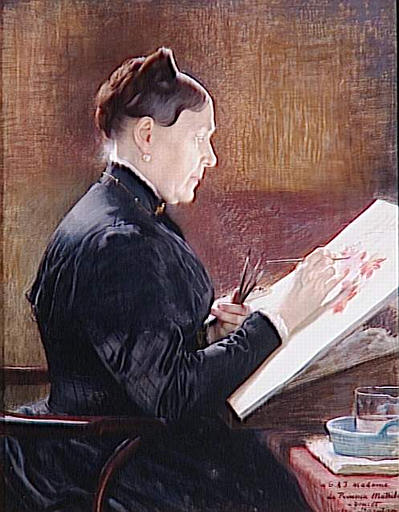
Принцесса Матильда Бонапарт (1820—1904), один из прототипов маркизы де Вильпаризи и самостоятельный персонаж «Поисков». Портрет кисти Анри Люсьена Дусе

Кроме того, прустовские персонажи изменчивы не только объективно, но и в субъективном восприятии разных героев: для семьи Рассказчика Сван «всего лишь сын маклера, а для Германтов — обворожительная и романтическая фигура парижского света»; да и само это восприятие изменяется с течением времени. Всё это насыщает повествование огромным разнообразием больших и малых портретных зарисовок, с высокой степенью индивидуализации персонажей, многие из которых обладают особой речевой характеристикой: «существует язык Блока и язык господина де Норпуа; Сван, Шарлюс, герцогиня де Германт, Сен-Лу, Бришо, Готтар, госпожа Вердюрен, Франсуаза, Легранден, Жильберта, Одетта и пр. выражают свои чувства и мысли только свойственным для каждого из них способом, и ничья речь не походит на авторскую».
Специфической чертой «Поисков» является «вплетение» в романное повествование отдельных реальных исторических лиц в качестве условных персонажей. Среди них: принцесса Матильда, королева Неаполитанская, великий князь Владимир, профессор Дьёлафуа, писатель Эдмон Гонкур, помощница Пруста Селеста Альбаре и др. При этом некоторые из этих лиц выступают и прототипами действующих параллельно вымышленных персонажей романа (принцесса Матильда передала ряд черт маркизе де Вильпаризи, профессор Дьёлафуа — доктору Котару, Селеста Альбаре — служанке Франсуазе).
Пруст «многократно и настойчиво отрицал наличие прототипов у персонажей своей книги», что выражало его принципиальную творческую установку, обусловленную, в том числе, и опасениями обидеть или оскорбить кого-либо из своих знакомых. В то же время, используя материалы своих многолетних наблюдений, писатель наделял того или иного героя биографическими подробностями или отдельными чертами родственников, близких знакомых и случайных людей.

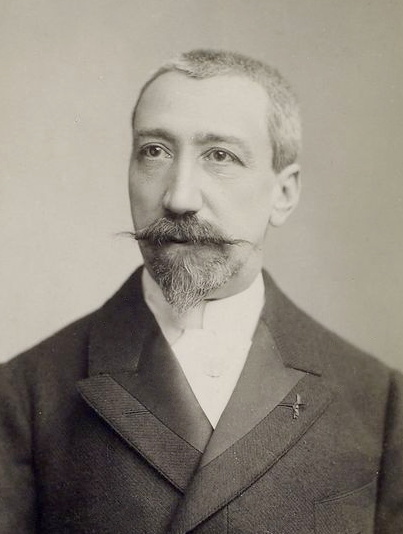
Анатоль Франс (1844—1924), один из прототипов Бергота. 1880-е

В этом контексте возможно рассмотрение различных прототипов персонажей «Поисков»: как ситуационных (история бегства шофёра-секретаря Пруста Альфреда Агостинелли — для истории Альбертины), так и характерологических (черты внешности Анатоля Франса — для Бергота, внешности и поведения матери Пруста — для матери и бабушки Рассказчика).

 «Всё, что мы обнаруживаем в Тетрадях и Записных книжках касательно приёмов работы Пруста, позволяет, с одной стороны, утверждать, что для создания своих персонажей он пользовался словами, жестами, мыслями, характерами, подмеченными в жизни, но также и то, что никакой определённый „ключ“ не откроет дверь таинственного строения, потому что любой книжный персонаж создан из многих реальных. Заметки из Записных книжек, где по поводу какой-нибудь фразы говорится: „Для Бергота или Блока“, показывают, до какой степени было широко пространство неопределённости, поскольку два персонажа, которые кажутся нам различными вплоть до противоположности, имеют, однако, в глазах Пруста, некое общее поле, сколь бы узким оно ни было»— Андре Моруа («В поисках Марселя Пруста»).

## Хронология и география «Поисков»

### Хронология
В повествовательной структуре «Поисков» особую роль играют сюжетная хронология (последовательность событий, определяющая временны́е слои повествования и возраст персонажей в этих слоях) и её соотношение с реальной исторической хронологией.
Основная хронологическая шкала «Поисков», размеченная вехами биографии героя, при своей общей последовательности, имеет многочисленные «временны́е перебивы, провалы, пропуски». Да и сами биографические вехи порой описываются слишком условно, в них «наличествует временна́я неопределённость. В Жильберту влюблён подросток? Юноша? <…> писатель явно намеренно не даёт здесь чётких хронологических ориентиров». Характерно и то, что в какой-то момент «чисто физическое взросление героя как бы останавливается: он ощущается и ощущает себя неменяющимся — и так до конца шестого тома». Эпицентр и периферия светской жизни — круг Германтов и кланчик Вердюренов (а также вклинившийся в пространство между ними салон г-жи Сван) — проходят свои этапы эволюции, конкурируют, меняются местами, в конце «Поисков» переплетаются друг с другом, но хронологический ритм этих процессов имеет сложный и не всегда очевидный рисунок. «Подчас трудно бывает определить, сколько прошло времени между соседними эпизодами — день, месяц, год. Иногда всё-таки появляются кое-какие хронологические опоры, но они не всегда точны». Опорные точки сюжетной хронологии то чётко выделяются автором («Два года спустя, когда мы с бабушкой поехали в Бальбек, я уже был почти совершенно равнодушен к Жильберте»), то почти незаметно встраиваются в диалоги персонажей, рассуждения героя или комментарии Рассказчика (как это происходит со смертью Свана, о которой во 2 главе II части «Содома и Гоморры» упомянуто героем вскользь — как уточнение места разговора о г-же Вердюрен с г-жой Сван, к которой принцесса де Капрарола «приезжала после смерти её мужа выразить соболезнование»).
Слои времён нередко перемешиваются автором, и порой это создаёт впечатление нарочитых хронологических ошибок. Эпизода, в котором юный герой, ученик коллежа, навещает в Париже своего двоюродного деда Адольфа и застаёт там «даму в розовом» (Одетту), «просто не могло быть», так как Одетта к тому времени уже стала женой Свана «и в своём новом качестве не могла открыто посещать дядю Адольфа». Но «в данном случае хронологическая соотнесённость событий была для писателя совершенно безразлична», потому, что «сюжет главного героя» и «сюжет Свана» существуют здесь «совершенно отдельно друг от друга, между ними ещё нет прямой связи». Хронологическую запутанность «Поисков» усиливает и разнородный повествовательный ритм, которым Пруст активизирует читательское восприятие времени. То он резко меняет временно́й масштаб описываемых событий, как в описании первой поездки в Бальбек: «Раньше время было достаточно протяжённо и даже аморфно: год следовал за годом, Рассказчик постепенно взрослел <…> всё, что предшествует первой поездке в Бальбек, охватывает не меньше десяти лет. Сам же Бальбек — это один курортный сезон, то есть два, от силы три месяца». То восприятие хронологии «Поисков» усложняется многостраничными описаниями особо долгих дней романа, о которых Рассказчик как-то заметил: «по длине дни нашей жизни неодинаковы. Чтобы пробежать день, нервные натуры, вроде меня, включают, как в автомобилях, разные „скорости“. Бывают дни гористые, трудные: взбираются по ним бесконечно долго, а бывают дни покатые: с них летишь стремглав». К примеру, описание событий дня приёма у маркизы де Вильпаризи (с утренней поездкой героя с Сен-Лу к Рахили и посещением ими театральной репетиции) составляет в книге «У Германтов» 148 стр. (150—298). День званого вечера у принцессы Германтской начинается «У Германтов», с утреннего ожидания героем герцога и герцогини, продолжается в «Содоме и Гоморре» рассказом о его необычайном наблюдении во время этого ожидания, разворачивается в описании званого вечера и завершается уходом от героя Альбертины поздней ночью — все события дня занимают 186 стр. в двух книгах (III:581—607 + IV:7—167).
Взаимосвязь сюжетной и реальной исторической хронологии «Поисков» противоречива. С одной стороны, «время в романе Пруста весьма условно и не расчислено по календарю», что подтверждает набоковскую характеристику прустовского романа, как чистой выдумки. С другой стороны, в некоторых моментах Пруст очень тесно сближает сюжетную хронологию «Поисков» с реальными обстоятельствами общественно-политической жизни Франции конца XIX века, особенно в III книге, где «время действия уточняется благодаря довольно частым упоминаниям о деле Дрейфуса». Однако попытки корреляции сюжетной и реальной хронологий в масштабах всего романа приводят к созданию излишне прямолинейных хронологических схем «Поисков» (одна из них изложена в книге профессора Мишеля Эрмана: «Прустовский каталог. Персонажи и места»), а утверждения, подобные тому, что «в 1881 году у Шарля Ааса родилась дочь Лузита, чья дата рождения совпадает с датой рождения Жильберты Сван», привносят в трактовку произведения мемуарно-документальные мотивы, снижая его художественную и философскую значимость.
Прямые датировки в тексте 7-томного романа исключительно редки: в 1870 г. Сван награждён орденом Почётного легиона, в 1871 г. на войне погибает отец Сен-Лу, октябрём 1872 г. датирован эльстировский портрет Одетты, во время мировой войны герой первый раз приезжает в Париж в августе 1914 г., и вторично — весной-летом 1916 г.. Но даже прямые датировки не гарантируют хронологической устойчивости: если сперва Рассказчик сообщает о письме Жильберты к нему в сентябре 1914 г., то несколькими страницами спустя описываемые в этом письме события датируются концом 1914 г. Некоторые факты сюжетной хронологии если и маркируются автором упоминаниями о каких-либо сопутствующих исторических событиях, то многие из этих маркеров либо противоречат друг другу, либо оказываются явными анахронизмами (от привоза «икс-лучей» в Комбре для тёти Леонии, по Эрману умершей в 1894 г., — до полёта аэроплана во время второго пребывания героя в Бальбеке, относимого Эрманом к 1900 г.). А. Д. Михайлов, исследуя хронологические противоречия «Поисков», предполагал сознательное их использование Прустом, и отчасти на это указывает сам писатель: «Наша жизнь так не хронологична, в вереницу дней врывается столько анахронизмов!».

### География
Наряду с реальными улицами и районами Парижа (Елисейские поля, Булонский лес, Сен-Жерменское предместье и др.) на французской территории «Поисков» Пруст размещает целый ряд вымышленных географических объектов, группируя их в окрестностях двух условных городов: Комбре и Бальбека.
В провинциальном Комбре проходят летние месяцы детства героя (главным прототипом этого городка стал Илье, родина отца Пруста, где часто проводил каникулы будущий писатель). Предместья Комбре осваиваются юным героем в двух направлениях: в «сторону Свана» (мимо его имения Тансонвиль начинались прогулки по направлению к местечку Мезеглиз) и в «сторону Германтов» (прогулки в сторону замка герцогов Германтских, представлявшегося мальчику недосягаемой далью). Эти направления оказываются не только канвой детских воспоминаний, но и приобретают в романе метафорический характер, становятся «линиями обучения», двумя сторонами формирования героя на его пути избавления от власти иллюзий — «…направление в Мезеглиз и направление в Германт позднее принесли мне немало разочарований, более того: из-за них я наделал немало ошибок».
В окрестности нормандского курорта Бальбек (родившегося из впечатлений от детских поездок Пруста с бабушкой в Трувиль и в Дьеп, а также от его взрослых пребываний в Кабуре) писатель помещает как вымышленные населённые пункты и виллы (Менвиль, Арамбувиль, Ла-Распельер), так и реально существующие, но перемещённые из других регионов страны (Маркувиль, Эрмонвиль). На пути из Парижа в Бальбек появляется ещё один вымышленный городок, Донсьер (прототипом которого стал Орлеан, в котором Пруст проходил военную службу в 1889—1890 гг.).
В зарубежной географии «Поисков» главное место занимает Венеция, куда герой собирается ещё в первой, но попадает лишь в предпоследней книге романа.

## Влияние

### «Феномен Пруста»
Благодаря тому, что в произведении герой с помощью запахов вспоминает события своей жизни, эффект ассоциации запахов с памятными событиями получил название «феномен Пруста».

## Экранизации
- «Перебои сердца», фильм-балет Ролана Пети (1981)
- «Любовь Свана» Фолькера Шлёндорфа (1984)
- «Обретённое время» Рауля Руиса (1999)
- «В поисках утраченного времени» Нины Компанеец (2011)

## Комментарии
1. ↑  Журнал «Пир» (Le Banquet) был организован выпускниками лицея Кондорсе Фернаном Грегом, Марселем Прустом, Жаком Бизе, Луи де Салем, Даниэлем Галеви, Робером Дрейфусом, Робером де Флером, к которым присоединились Леон Блюм, Габриэль Трарьё, Гастон Арман де Кайаве и Анри Барбюс. Журнал был выпущен 8 раз.[7]
2. ↑  «Ревю Бланш» (La Revue Blanche) — литературно-художественный журнал (1889—1903), в котором публиковались ведущие интеллектуалы Франции рубежа веков.
3. ↑  Многие нововведения в области моды, фиксируемые Прустом в его ранних публикациях (1890—1891) в журнале «Мансуэль» (Le Mensuel), будут впоследствии воспроизведены в «Поисках»[8].
4. ↑  Название сборника варьируется в русскоязычных переводах: «Наслаждения и дни»[9], «Забавы и дни»[10].
5. ↑  Гастон Кальметт (1858—1914), журналист, возглавлял газету «Фигаро» с 1902 года и многократно публиковал статьи Марселя Пруста. 16 марта 1914 года был застрелен в своем рабочем кабинете Генриэттой Кайо.
6. ↑  На русском языке фрагменты «Против Сент-Бёва» опубликованы в сборнике: Марсель Пруст. Заметки об искусстве и литературной критике" (перевод Т. В. Чугуновой). — М., РИПОЛ классик, 2021. — 362 с.
7. ↑  Первоначальное название «Поисков» позднее оставлено Прустом как название одной из глав «Содома и Гоморры». Буквальное название «Сердечные перебои» (фр. les intermittences du cœur) имеет устойчивый русскоязычный перевод: «Перебои чувства» — начиная с первого издания «Содома и Гоморры» 1938 года (пер. А. Фёдорова и Н. Суриной) и второго издания 1987 года (пер. Н. Любимова).
8. ↑  Экземпляр первого издания «Под сенью девушек в цвету» с оттиском от 30 ноября 1918 года — на сайте Национальной библиотеки Франции. Дата обращения: 10 сентября 2019. Архивировано 4 августа 2018 года.
9. ↑  О разработке различных эпизодов темы Альбертины Пруст сообщает в письме Марии Шайкевич в начале ноября 1915 года[56].
10. ↑  При этом, печатая вторую книгу и подготовив третью («У Германтов»), Пруст всё ещё стремился сохранить общее трёхчастное членение «Поисков», предполагая в 1918 году следующее содержание последнего тома: «Совместная жизнь с Альбертиной — Вердюрены ссорятся с г-ном де Шарлюсом — Исчезновение Альбертины — Печаль и забвение — Мадемуазель де Форшевиль — Исключение из правила — Пребывание в Венеции — Новый облик Робера де Сен-Лy — Г-н де Шарлюс во время войны: его взгляды и развлечения — Утренний приём у принцессы Германтской — Вечное поклонение — Обретённое время»[58].
11. ↑  Впрочем, и 10 лет спустя смерти писателя Марина Цветаева отмечала поражавший её факт неупоминания имени Пруста на французских литературных собраниях[65].
12. ↑  Текст «Пленницы» был в наибольшей степени подготовлен автором к изданию; текстологические проблемы в основном связаны с активной редактурой Прустом черновика «Беглянки» и неизбежным влиянием этой редактуры на «Обретённое время».
13. ↑  «Так как редактор не имеет права заканчивать, доделывать за автора не доделанную им работу, то он обязан дать в своей публикации последний законченный автором текст, то есть предпоследний слой работы писателя» — Бонди С. М. Черновики Пушкина. — М., 1971. — С. 121.
14. ↑  В первом полном русскоязычном издании «Поисков» обозначенный Клараком и Ферре водораздел находится внутри 6 тома, между страницами 334 и 335.
15. ↑  Название «Исчезнувшая Альбертина» фигурирует на первой странице обнаруженного экземпляра[81].
16. ↑  Proust M. Albertine disparue. Edition originale de la dernière version revue par 1’auteur établie par N. Mauriac et E. Wolff. P., 1987.
17. ↑  В «Обретённом времени» воспоминание Рассказчика о неровных плитах баптистерия играет важную роль в его погружении в прошлое.
18. ↑  Пруст М. В поисках за утраченным временем. В сторону Свана. / Пер. с фр. и предисл. А. А. Франковского. В 3 томах (3 переплётах; 15 см). — Л.: Academia, 1927. — 288+334+290 с. Дата обращения: 13 сентября 2019. Архивировано 21 января 2021 года.
19. ↑  Пруст М. В поисках потерянного времени. Под сенью девушек в цвету. / Пер с фр. Л. Я. Гуревич в сотрудничестве с С. Я. Парнок и Б. А. Грифцовым. (21х15 см). — М.: Недра, 1927. — 429 с. Дата обращения: 13 сентября 2019. Архивировано 21 января 2021 года.
20. ↑  Пруст М. В поисках за утраченным временем. Под сенью девушек в цвету. / Пер с фр. и предисл. Б. А. Грифцова. (17х12 см). — Л.: Academia, 1927. — 341 с.
21. ↑  Обложки и титульные листы первых изданий «Поисков» на русском языке. Дата обращения: 13 сентября 2019. Архивировано 3 декабря 2019 года.
22. ↑  Рецензия И. Анисимова на 1-й том «Поисков»: «Известия» от 18 июля 1934 г. Архивная копия от 3 декабря 2019 на Wayback Machine
23. ↑  Четырёхтомник М. Пруста (1934—1938) в каталоге РГБ. Дата обращения: 13 сентября 2019. Архивировано 21 января 2021 года.
24. ↑  Любимов переводил «Беглянку» по галлимаровскому изданию из серии «Библиотека Плеяды», подготовленному в редакции Кларака и Ферре[86].
25. ↑  Источником цитирования текстов «Поисков» в настоящей статье служит первое полное русскоязычное 7-томное издание.
26. ↑  См. также: Обзор разночтений в именах персонажей «Поисков», встречающихся в русскоязычных переводах романа, писем Пруста и работ о нём. Архивная копия от 20 октября 2019 на Wayback Machine
27. ↑  Е. В. Баевская, ссылаясь на «распространённую ассоциацию» названия книги Пруста со строкой стихотворения Бодлера «Лесбос», в своём поэтическом переводе обращается к лермонтовскому «Сну»: «Меж юных жён, увенчанных цветами…»[101].
28. ↑  Архитектонику текста своего романа Пруст любил сравнивать с архитектурой собора, несмотря на то, что текст «Поисков» зачастую воспринимается как хаотичный поток сознания[105].
29. ↑  Из письма Пруста литературному критику Полю Судэ от 17 декабря 1919 года[114].
30. ↑  По мнению В. А. Подороги, автор «Поисков» выбирает стратегию «не достижения биографической истины (история жизни как она „была“), а создания книги-жизни (история жизни как она „возможна“)»[115].
31. ↑  В начале второй книги Рассказчику около 15 лет: он на несколько месяцев старше Жильберты[88], а ей в это время, по словам де Норпуа, 14—15 лет[133].
32. ↑  Возможно, одну из них зовут Бертой[142], другую Жюльеттой[143].
33. ↑  Вероятно, по рекомендации маркизы де Вильпаризи, жившей там же, в одном из флигелей[148]; это типичный доходный дом с лифтом[149].
34. ↑  Что не мешает ему наконец-то открыть дарование Берма «во всей его несомненности»[153].
35. ↑  Эпизод с телефонным звонком героя домой восходит к одному из самых ранних набросков Пруста, сделанного им ещё для романа «Жан Сантёй» по впечатлениям от реального события октября 1896 года, произошедшего вскоре после похорон его деда. Горе своей матери, потерявшей отца, 25-летний Марсель Пруст понимал, но не воспринимал: «…я видел её каждый день с утра до вечера и ничего особенного не замечал, а потом поехал в Фонтенбло и позвонил ей оттуда. И вот я вдруг услышал в трубке её надтреснутый, глухой, навсегда изменившийся голос и только по этим, словно кровоточащим, обломкам впервые с ужасом осознал, что она навеки сломлена этой утратой…» (из письма Марселя Пруста Антуану Бибеско, декабрь 1902). Но этот эпизод, уже преломлённый здесь в художественном образе, имеет гораздо более раннее свидетельство в письмах Пруста к матери из Фонтебло в Париж, от октября 1896 года: «…Не могу передать тебе, как я тревожился вчера с 4 до 6 часов (я решил описать это перед эпизодом с телефоном в маленьком рассказе, который я тебе послал и прошу сохранить — но так, чтобы ты не забыла, где он находится: я его включу в мой роман)…» (21 октября); «…Вчера, когда мы говорили по телефону, ты была не такой, как всегда. Это не твой голос…» (22 октября).[158]
36. ↑  Название этой книги, «использующее известный библейский рассказ о двух погрязших в пороках городах, нельзя… понимать узко и ограничительно — как указание на лишь противоестественные любовные отношения. Смысл этого названия… шире и глубже. „Содом“ и „Гоморра“ — это олицетворение всестороннего и неостановимого упадка изображённого Прустом общества[165].
37. ↑  «С расстройством памяти связаны перебои чувства», — размышляет Рассказчик[170]; комментаторы уточняют: «этот образ в плане чувств соотносится с тем, что в плане физического здоровья (нездоровья) соответствует перебоям сердца»[171]; в октябре 1912 года Пруст в письме к издателю Эжену Фаскелю пояснял, что это название намекает «на некий физический изъян, могущий стать и нравственным пороком»[172].
38. ↑  В переводе Н. Любимова сначала речь идёт о горничной, затем о камеристке баронессы Пютбю.
39. ↑  Мать героя, уехавшая в Комбре ухаживать за тяжелобольной тётей, вначале «благосклонно» отнеслась к пребыванию в их квартире невесты сына, но когда девушка у него «зажилась», стала относиться к этому враждебно, хотя и делала в переписке вид, что одобряет его выбор. Где в те месяцы находился отец Марселя, не известно; Рассказчик лишь сообщает, что Альбертина расположилась в кабинете его отца[182].
40. ↑  Этот февральский воскресный[188] день начинается с пробуждения героя на стр. 134, следующее утро описывается на стр. 433.
41. ↑  Смерть Бергота, описанная в предыдущей книге, была позднейшей вставкой, которую Пруст не успел согласовать с ранее написанными эпизодами последних частей «Поисков»; подобной же неувязкой является прочитанное героем газетное сообщение о кончине Берма[208] — при том что Берма будет участвовать в нескольких ключевых эпизодах «Обретённого времени».
42. ↑  Страницы из неизданного тома «Дневника братьев Гонкур» — это пастиш на Гонкуров[216], написанный от лица Эдмона Гонкура, посетившего особняк Вердюренов; среди гостей, представляющих поздний состав их салона (каким его видел Марсель в Ла-Распельер), удивительным образом присутствует и рассказывает анекдотические небылицы коллекционер Сван[217] (порвавший с Вердюренами задолго до рождения дочери и женитьбы на Одетте).
43. ↑  Пруст описывает это состояние немного иначе: «Новый свет засиял перед моими глазами»[229].
44. ↑  «Любовь Свана» нередко называют «романом в романе»[247]; повествование здесь идёт от третьего лица (в остальном тексте «Поисков» — от первого)[45].
45. ↑  А. Д. Михайлов отмечает, что «реальная продолжительность таких „вечеров“, „утренников“, „ужинов“ и т. п. бывает короче того времени, которое нужно затратить на прочтение описанных Прустом светских раутов»[253].
46. ↑  Авторские рассуждения часто возникают как пояснения той или иной ситуации повествования, а ремарки-обращения внезапно перебивают их ход, обнажая писательскую работу: «…я лишь для удобства читателей часто сопоставлял ложь Альбертины с первоначальным её суждением…»[192].
47. ↑  «Поиски» превосходят по размеру «Современную историю» Анатоля Франса, «Жана-Кристофа» Ромена Роллана и основную часть «Саги о Форсайтах» Джона Голсуорси[259].
48. ↑  Гомогенность (однородность) прустовского текста характеризуется не только его малой расчленённостью на повествовательные отрезки (части, главы), но и тенденцией к непрерывности, при которой «даже деление на абзацы крайне редко, а при передаче прямой речи абзацы почти начисто отсутствуют»[261].
49. ↑  А. Д. Михайлов добавляет к ним и третьего, не столь подробно прописанного персонажа — Мореля, характеризуя его как медиатора и провокатора[212].
50. ↑  Слои или пласты времён повествования; к примеру, А. Д. Михайлов различает последний пласт (то есть время рассказывания), центральный или средний (время описываемых событий), первый (воспоминания о детстве)[285]. Но и каждый из этих пластов многослоен, в особенности, средний, вмещающий в себя множество этапов: любовь героя к Жильберте, его первая поездка в Бальбек, период вхождения в мир Германтов, болезнь и смерть бабушки, вторая поездка в Бальбек и т. д.
51. ↑  В I части «Девушек в цвету» присутствует «калейдоскопичность описываемых… событий. Здесь нет непреложной хронологической канвы, так как описываемые эпизоды и сцены могут быть легко переставлены»[290].
52. ↑  Примеры других особо долгих дней и сцен «Поисков» представлены в подробных обзорах хронологических упоминаний, выявленных в текстах книг романа. Дата обращения: 26 октября 2019. Архивировано 26 октября 2019 года.
53. ↑  Несколько иной вариант сквозной хронологии «Поисков» предлагает Жак Дарьюл в статье " Marcel Proust. A la recherche du temps perdu : propositions pour une chronologie " (2012). Дата обращения: 21 ноября 2019. Архивировано 9 ноября 2019 года.
54. ↑  Рентгеновские лучи были открыты в 1895 г.; при исследовании сердца их применяли во Франции после 1914 г.[295].
55. ↑  29 июня 1971 года, накануне 100-летия Пруста, Илье был официально переименован в «Илье-Комбре»[311].